# Lista de asteroides (25001-26000)
Esta é uma lista parcial de asteroides, do asteroide número 25001 até o 26000, inclusive. Veja também o índice com todas as listas disponíveis.

| Objeto Próximos à Terra | Cinturão de asteroides (interno) | Cinturão de asteroides (externo) | Centauro       |
| Cruzador de Marte       | Cinturão de asteroides (meio)    | Troianos de Júpiter              | Transnetuniano |

Veja mais dados de cada asteroide na ligação externa para o Minor Planet Center na última coluna.
Índice: 25001... 25101... 25201... 25301... 25401... 25501... 25601... 25701... 25801... 25901... 

## 25001–25100
| Designação            | Designação | Descoberta  | Descoberta          | Descobridor(es)         | Categoria | Mais informações / Referência |
| Permanente            | Provisória | Data        | Local               | Descobridor(es)         | Categoria | Mais informações / Referência |
| --------------------- | ---------- | ----------- | ------------------- | ----------------------- | --------- | ----------------------------- |
| 25001 Pacheco         | 1998 OW6   | 31 jul 1998 | Majorca             | Á. López J.             | —         | MPC                           |
| 25002                 | 1998 OP7   | 26 jul 1998 | La Silla            | E. W. Elst              | —         | MPC                           |
| 25003                 | 1998 OZ8   | 26 jul 1998 | La Silla            | E. W. Elst              | —         | MPC                           |
| 25004                 | 1998 OF10  | 26 jul 1998 | La Silla            | E. W. Elst              | —         | MPC                           |
| 25005                 | 1998 OU12  | 26 jul 1998 | La Silla            | E. W. Elst              | —         | MPC                           |
| 25006                 | 1998 OD13  | 26 jul 1998 | La Silla            | E. W. Elst              | —         | MPC                           |
| 25007                 | 1998 PJ    | 5 ago 1998  | Kleť                | Kleť Obs.               | —         | MPC                           |
| 25008                 | 1998 PL    | 8 ago 1998  | Woomera             | F. B. Zoltowski         | —         | MPC                           |
| 25009                 | 1998 PG1   | 15 ago 1998 | Woomera             | F. B. Zoltowski         | —         | MPC                           |
| 25010                 | 1998 PL1   | 14 ago 1998 | Majorca             | Á. López J., R. Pacheco | —         | MPC                           |
| 25011                 | 1998 PP1   | 13 ago 1998 | Xinglong            | SCAP                    | —         | MPC                           |
| 25012                 | 1998 QC    | 17 ago 1998 | Višnjan Observatory | Višnjan Obs.            | —         | MPC                           |
| 25013                 | 1998 QR    | 17 ago 1998 | Kleť                | Kleť Obs.               | —         | MPC                           |
| 25014 Christinepalau  | 1998 QT    | 18 ago 1998 | Les Tardieux        | M. Boeuf                | —         | MPC                           |
| 25015                 | 1998 QN2   | 19 ago 1998 | Haleakalā           | NEAT                    | —         | MPC                           |
| 25016                 | 1998 QJ4   | 18 ago 1998 | Reedy Creek         | J. Broughton            | —         | MPC                           |
| 25017                 | 1998 QG6   | 24 ago 1998 | Caussols            | ODAS                    | —         | MPC                           |
| 25018 Valbousquet     | 1998 QN6   | 24 ago 1998 | Caussols            | ODAS                    | —         | MPC                           |
| 25019 Walentosky      | 1998 QO10  | 17 ago 1998 | Socorro             | LINEAR                  | —         | MPC                           |
| 25020 Tinyacheng      | 1998 QY13  | 17 ago 1998 | Socorro             | LINEAR                  | —         | MPC                           |
| 25021 Nischaykumar    | 1998 QV17  | 17 ago 1998 | Socorro             | LINEAR                  | —         | MPC                           |
| 25022 Hemalibatra     | 1998 QK18  | 17 ago 1998 | Socorro             | LINEAR                  | —         | MPC                           |
| 25023 Sundaresh       | 1998 QA19  | 17 ago 1998 | Socorro             | LINEAR                  | —         | MPC                           |
| 25024 Calebmcgraw     | 1998 QL19  | 17 ago 1998 | Socorro             | LINEAR                  | —         | MPC                           |
| 25025 Joshuavo        | 1998 QW20  | 17 ago 1998 | Socorro             | LINEAR                  | —         | MPC                           |
| 25026                 | 1998 QF23  | 17 ago 1998 | Socorro             | LINEAR                  | —         | MPC                           |
| 25027                 | 1998 QN25  | 17 ago 1998 | Socorro             | LINEAR                  | —         | MPC                           |
| 25028                 | 1998 QL26  | 25 ago 1998 | Woomera             | F. B. Zoltowski         | —         | MPC                           |
| 25029 Ludwighesse     | 1998 QO28  | 26 ago 1998 | Prescott            | P. G. Comba             | —         | MPC                           |
| 25030                 | 1998 QL29  | 22 ago 1998 | Xinglong            | SCAP                    | —         | MPC                           |
| 25031                 | 1998 QM30  | 23 ago 1998 | Višnjan Observatory | Višnjan Obs.            | —         | MPC                           |
| 25032 Randallray      | 1998 QV31  | 17 ago 1998 | Socorro             | LINEAR                  | —         | MPC                           |
| 25033                 | 1998 QM32  | 17 ago 1998 | Socorro             | LINEAR                  | —         | MPC                           |
| 25034 Lesliemarie     | 1998 QS32  | 17 ago 1998 | Socorro             | LINEAR                  | —         | MPC                           |
| 25035 Scalesse        | 1998 QN33  | 17 ago 1998 | Socorro             | LINEAR                  | —         | MPC                           |
| 25036 Elizabethof     | 1998 QT36  | 17 ago 1998 | Socorro             | LINEAR                  | —         | MPC                           |
| 25037                 | 1998 QC37  | 17 ago 1998 | Socorro             | LINEAR                  | —         | MPC                           |
| 25038 Matebezdek      | 1998 QK37  | 17 ago 1998 | Socorro             | LINEAR                  | —         | MPC                           |
| 25039 Chensun         | 1998 QF38  | 17 ago 1998 | Socorro             | LINEAR                  | —         | MPC                           |
| 25040                 | 1998 QF40  | 17 ago 1998 | Socorro             | LINEAR                  | —         | MPC                           |
| 25041                 | 1998 QX40  | 17 ago 1998 | Socorro             | LINEAR                  | —         | MPC                           |
| 25042 Qiujun          | 1998 QN42  | 17 ago 1998 | Socorro             | LINEAR                  | —         | MPC                           |
| 25043 Fangxing        | 1998 QQ42  | 17 ago 1998 | Socorro             | LINEAR                  | —         | MPC                           |
| 25044                 | 1998 QE43  | 17 ago 1998 | Socorro             | LINEAR                  | —         | MPC                           |
| 25045 Baixuefei       | 1998 QU43  | 17 ago 1998 | Socorro             | LINEAR                  | —         | MPC                           |
| 25046 Suyihan         | 1998 QK44  | 17 ago 1998 | Socorro             | LINEAR                  | Mitidika  | MPC                           |
| 25047 Tsuitehsin      | 1998 QN44  | 17 ago 1998 | Socorro             | LINEAR                  | —         | MPC                           |
| 25048                 | 1998 QJ45  | 17 ago 1998 | Socorro             | LINEAR                  | —         | MPC                           |
| 25049 Christofnorn    | 1998 QS45  | 17 ago 1998 | Socorro             | LINEAR                  | —         | MPC                           |
| 25050 Michmadsen      | 1998 QN50  | 17 ago 1998 | Socorro             | LINEAR                  | —         | MPC                           |
| 25051 Vass            | 1998 QE53  | 20 ago 1998 | Anderson Mesa       | LONEOS                  | —         | MPC                           |
| 25052 Rudawska        | 1998 QG54  | 27 ago 1998 | Anderson Mesa       | LONEOS                  | —         | MPC                           |
| 25053 Matthewknight   | 1998 QB55  | 27 ago 1998 | Anderson Mesa       | LONEOS                  | Brangane  | MPC                           |
| 25054                 | 1998 QN55  | 26 ago 1998 | Caussols            | ODAS                    | —         | MPC                           |
| 25055                 | 1998 QM57  | 30 ago 1998 | Kitt Peak           | Spacewatch              | —         | MPC                           |
| 25056                 | 1998 QP57  | 30 ago 1998 | Kitt Peak           | Spacewatch              | —         | MPC                           |
| 25057                 | 1998 QW62  | 30 ago 1998 | Xinglong            | SCAP                    | —         | MPC                           |
| 25058 Shanegould      | 1998 QO63  | 25 ago 1998 | Reedy Creek         | J. Broughton            | —         | MPC                           |
| 25059                 | 1998 QA69  | 24 ago 1998 | Socorro             | LINEAR                  | —         | MPC                           |
| 25060                 | 1998 QP69  | 24 ago 1998 | Socorro             | LINEAR                  | —         | MPC                           |
| 25061                 | 1998 QQ69  | 24 ago 1998 | Socorro             | LINEAR                  | —         | MPC                           |
| 25062 Rasmussen       | 1998 QH71  | 24 ago 1998 | Socorro             | LINEAR                  | —         | MPC                           |
| 25063                 | 1998 QV74  | 24 ago 1998 | Socorro             | LINEAR                  | —         | MPC                           |
| 25064                 | 1998 QN85  | 24 ago 1998 | Socorro             | LINEAR                  | Phocaea   | MPC                           |
| 25065 Lautakkin       | 1998 QW85  | 24 ago 1998 | Socorro             | LINEAR                  | —         | MPC                           |
| 25066                 | 1998 QN86  | 24 ago 1998 | Socorro             | LINEAR                  | —         | MPC                           |
| 25067                 | 1998 QW86  | 24 ago 1998 | Socorro             | LINEAR                  | —         | MPC                           |
| 25068                 | 1998 QV88  | 24 ago 1998 | Socorro             | LINEAR                  | —         | MPC                           |
| 25069                 | 1998 QF89  | 24 ago 1998 | Socorro             | LINEAR                  | Phocaea   | MPC                           |
| 25070                 | 1998 QY90  | 28 ago 1998 | Socorro             | LINEAR                  | —         | MPC                           |
| 25071                 | 1998 QN92  | 28 ago 1998 | Socorro             | LINEAR                  | —         | MPC                           |
| 25072                 | 1998 QB93  | 28 ago 1998 | Socorro             | LINEAR                  | —         | MPC                           |
| 25073 Lautakshing     | 1998 QM94  | 17 ago 1998 | Socorro             | LINEAR                  | —         | MPC                           |
| 25074 Honami          | 1998 QF96  | 19 ago 1998 | Socorro             | LINEAR                  | —         | MPC                           |
| 25075 Kiyomoto        | 1998 QK98  | 28 ago 1998 | Socorro             | LINEAR                  | —         | MPC                           |
| 25076                 | 1998 QM98  | 28 ago 1998 | Socorro             | LINEAR                  | Juno      | MPC                           |
| 25077                 | 1998 QJ99  | 26 ago 1998 | La Silla            | E. W. Elst              | —         | MPC                           |
| 25078                 | 1998 QV99  | 26 ago 1998 | La Silla            | E. W. Elst              | —         | MPC                           |
| 25079                 | 1998 QU103 | 26 ago 1998 | La Silla            | E. W. Elst              | —         | MPC                           |
| 25080                 | 1998 QX103 | 26 ago 1998 | La Silla            | E. W. Elst              | —         | MPC                           |
| 25081                 | 1998 QR108 | 17 ago 1998 | Socorro             | LINEAR                  | —         | MPC                           |
| 25082 Williamhodge    | 1998 RP1   | 15 set 1998 | Prescott            | P. G. Comba             | —         | MPC                           |
| 25083                 | 1998 RV1   | 14 set 1998 | Catalina            | CSS                     | —         | MPC                           |
| 25084 Jutzi           | 1998 RP5   | 15 set 1998 | Anderson Mesa       | LONEOS                  | Phocaea   | MPC                           |
| 25085 Melena          | 1998 RM6   | 14 set 1998 | Anderson Mesa       | LONEOS                  | —         | MPC                           |
| 25086                 | 1998 RU8   | 13 set 1998 | Kitt Peak           | Spacewatch              | —         | MPC                           |
| 25087 Kaztaniguchi    | 1998 RK17  | 14 set 1998 | Socorro             | LINEAR                  | —         | MPC                           |
| 25088 Yoshimura       | 1998 RR19  | 14 set 1998 | Socorro             | LINEAR                  | —         | MPC                           |
| 25089 Sanabria-Rivera | 1998 RN25  | 14 set 1998 | Socorro             | LINEAR                  | —         | MPC                           |
| 25090                 | 1998 RA39  | 14 set 1998 | Socorro             | LINEAR                  | —         | MPC                           |
| 25091 Sanchez-Claudio | 1998 RH41  | 14 set 1998 | Socorro             | LINEAR                  | —         | MPC                           |
| 25092                 | 1998 RV42  | 14 set 1998 | Socorro             | LINEAR                  | —         | MPC                           |
| 25093 Andmikhaylov    | 1998 RO45  | 14 set 1998 | Socorro             | LINEAR                  | —         | MPC                           |
| 25094 Zemtsov         | 1998 RF46  | 14 set 1998 | Socorro             | LINEAR                  | —         | MPC                           |
| 25095 Churinov        | 1998 RT46  | 14 set 1998 | Socorro             | LINEAR                  | —         | MPC                           |
| 25096                 | 1998 RW46  | 14 set 1998 | Socorro             | LINEAR                  | —         | MPC                           |
| 25097                 | 1998 RK47  | 14 set 1998 | Socorro             | LINEAR                  | —         | MPC                           |
| 25098 Gridnev         | 1998 RQ47  | 14 set 1998 | Socorro             | LINEAR                  | —         | MPC                           |
| 25099 Mashinskiy      | 1998 RS47  | 14 set 1998 | Socorro             | LINEAR                  | —         | MPC                           |
| 25100 Zhaiweichao     | 1998 RY47  | 14 set 1998 | Socorro             | LINEAR                  | —         | MPC                           |

## 25101–25200
| Designação            | Designação | Descoberta  | Descoberta          | Descobridor(es) | Categoria | Mais informações / Referência |
| Permanente            | Provisória | Data        | Local               | Descobridor(es) | Categoria | Mais informações / Referência |
| --------------------- | ---------- | ----------- | ------------------- | --------------- | --------- | ----------------------------- |
| 25101                 | 1998 RJ48  | 14 set 1998 | Socorro             | LINEAR          | —         | MPC                           |
| 25102 Zhaoye          | 1998 RW50  | 14 set 1998 | Socorro             | LINEAR          | —         | MPC                           |
| 25103 Kimdongyoung    | 1998 RC51  | 14 set 1998 | Socorro             | LINEAR          | —         | MPC                           |
| 25104 Chohyunghoon    | 1998 RY51  | 14 set 1998 | Socorro             | LINEAR          | —         | MPC                           |
| 25105 Kimnayeon       | 1998 RJ52  | 14 set 1998 | Socorro             | LINEAR          | —         | MPC                           |
| 25106 Ryoojungmin     | 1998 RC53  | 14 set 1998 | Socorro             | LINEAR          | —         | MPC                           |
| 25107                 | 1998 RL54  | 14 set 1998 | Socorro             | LINEAR          | —         | MPC                           |
| 25108 Bostrom         | 1998 RV55  | 14 set 1998 | Socorro             | LINEAR          | —         | MPC                           |
| 25109 Hofving         | 1998 RR56  | 14 set 1998 | Socorro             | LINEAR          | —         | MPC                           |
| 25110                 | 1998 RC61  | 14 set 1998 | Socorro             | LINEAR          | Brangane  | MPC                           |
| 25111 Klokun          | 1998 RG64  | 14 set 1998 | Socorro             | LINEAR          | —         | MPC                           |
| 25112 Mymeshkovych    | 1998 RL65  | 14 set 1998 | Socorro             | LINEAR          | —         | MPC                           |
| 25113 Benwasserman    | 1998 RS65  | 14 set 1998 | Socorro             | LINEAR          | —         | MPC                           |
| 25114                 | 1998 RJ66  | 14 set 1998 | Socorro             | LINEAR          | —         | MPC                           |
| 25115 Drago           | 1998 RP66  | 14 set 1998 | Socorro             | LINEAR          | —         | MPC                           |
| 25116 Jonathanwang    | 1998 RW68  | 14 set 1998 | Socorro             | LINEAR          | —         | MPC                           |
| 25117                 | 1998 RX68  | 14 set 1998 | Socorro             | LINEAR          | —         | MPC                           |
| 25118 Kevlin          | 1998 RM71  | 14 set 1998 | Socorro             | LINEAR          | Eos       | MPC                           |
| 25119 Kakani          | 1998 RA72  | 14 set 1998 | Socorro             | LINEAR          | —         | MPC                           |
| 25120 Yvetteleung     | 1998 RN73  | 14 set 1998 | Socorro             | LINEAR          | —         | MPC                           |
| 25121                 | 1998 RL75  | 14 set 1998 | Socorro             | LINEAR          | —         | MPC                           |
| 25122 Kaitlingus      | 1998 RJ77  | 14 set 1998 | Socorro             | LINEAR          | —         | MPC                           |
| 25123                 | 1998 RA78  | 14 set 1998 | Socorro             | LINEAR          | —         | MPC                           |
| 25124 Zahramaarouf    | 1998 RC78  | 14 set 1998 | Socorro             | LINEAR          | —         | MPC                           |
| 25125 Brodallan       | 1998 RN78  | 14 set 1998 | Socorro             | LINEAR          | —         | MPC                           |
| 25126                 | 1998 RO78  | 14 set 1998 | Socorro             | LINEAR          | —         | MPC                           |
| 25127 Laurentbrunetto | 1998 SZ    | 16 set 1998 | Caussols            | ODAS            | —         | MPC                           |
| 25128                 | 1998 SK1   | 16 set 1998 | Caussols            | ODAS            | —         | MPC                           |
| 25129 Uranoscope      | 1998 SP1   | 16 set 1998 | Caussols            | ODAS            | —         | MPC                           |
| 25130                 | 1998 SV1   | 16 set 1998 | Caussols            | ODAS            | —         | MPC                           |
| 25131 Katiemelua      | 1998 SY3   | 18 set 1998 | Caussols            | ODAS            | Eos       | MPC                           |
| 25132                 | 1998 SO9   | 17 set 1998 | Xinglong            | SCAP            | —         | MPC                           |
| 25133 Douglin         | 1998 SU14  | 18 set 1998 | Anderson Mesa       | LONEOS          | —         | MPC                           |
| 25134                 | 1998 SC17  | 17 set 1998 | Kitt Peak           | Spacewatch      | —         | MPC                           |
| 25135                 | 1998 SX21  | 23 set 1998 | Višnjan Observatory | Višnjan Obs.    | —         | MPC                           |
| 25136                 | 1998 SE22  | 23 set 1998 | Višnjan Observatory | Višnjan Obs.    | —         | MPC                           |
| 25137 Seansolomon     | 1998 SS23  | 17 set 1998 | Anderson Mesa       | LONEOS          | —         | MPC                           |
| 25138 Jaumann         | 1998 SM24  | 17 set 1998 | Anderson Mesa       | LONEOS          | —         | MPC                           |
| 25139 Roatsch         | 1998 SN25  | 22 set 1998 | Anderson Mesa       | LONEOS          | —         | MPC                           |
| 25140 Schmedemann     | 1998 SU25  | 22 set 1998 | Anderson Mesa       | LONEOS          | —         | MPC                           |
| 25141                 | 1998 SC27  | 20 set 1998 | Xinglong            | SCAP            | —         | MPC                           |
| 25142 Hopf            | 1998 SA28  | 26 set 1998 | Prescott            | P. G. Comba     | —         | MPC                           |
| 25143 Itokawa         | 1998 SF36  | 26 set 1998 | Socorro             | LINEAR          | —         | MPC                           |
| 25144                 | 1998 SC43  | 23 set 1998 | Xinglong            | SCAP            | —         | MPC                           |
| 25145                 | 1998 SH43  | 23 set 1998 | Xinglong            | SCAP            | —         | MPC                           |
| 25146                 | 1998 SN43  | 24 set 1998 | Xinglong            | SCAP            | —         | MPC                           |
| 25147                 | 1998 SZ45  | 25 set 1998 | Kitt Peak           | Spacewatch      | —         | MPC                           |
| 25148                 | 1998 SE47  | 25 set 1998 | Kitt Peak           | Spacewatch      | —         | MPC                           |
| 25149                 | 1998 SM49  | 22 set 1998 | Bergisch Gladbach   | W. Bickel       | —         | MPC                           |
| 25150                 | 1998 SB51  | 26 set 1998 | Kitt Peak           | Spacewatch      | —         | MPC                           |
| 25151 Stefanschröder  | 1998 SS53  | 16 set 1998 | Anderson Mesa       | LONEOS          | —         | MPC                           |
| 25152 Toplis          | 1998 SX53  | 16 set 1998 | Anderson Mesa       | LONEOS          | —         | MPC                           |
| 25153 Tomhockey       | 1998 SY53  | 16 set 1998 | Anderson Mesa       | LONEOS          | —         | MPC                           |
| 25154 Ayers           | 1998 SZ54  | 16 set 1998 | Anderson Mesa       | LONEOS          | —         | MPC                           |
| 25155 van Belle       | 1998 SA55  | 16 set 1998 | Anderson Mesa       | LONEOS          | —         | MPC                           |
| 25156 Shkolnik        | 1998 SL55  | 16 set 1998 | Anderson Mesa       | LONEOS          | —         | MPC                           |
| 25157 Fabian          | 1998 SA56  | 16 set 1998 | Anderson Mesa       | LONEOS          | —         | MPC                           |
| 25158 Berman          | 1998 SF57  | 17 set 1998 | Anderson Mesa       | LONEOS          | —         | MPC                           |
| 25159 Michaelwest     | 1998 SN57  | 17 set 1998 | Anderson Mesa       | LONEOS          | —         | MPC                           |
| 25160 Joellama        | 1998 SN58  | 17 set 1998 | Anderson Mesa       | LONEOS          | —         | MPC                           |
| 25161 Strosahl        | 1998 SR58  | 17 set 1998 | Anderson Mesa       | LONEOS          | —         | MPC                           |
| 25162 Beckage         | 1998 ST59  | 17 set 1998 | Anderson Mesa       | LONEOS          | —         | MPC                           |
| 25163 Williammcdonald | 1998 SC60  | 17 set 1998 | Anderson Mesa       | LONEOS          | —         | MPC                           |
| 25164 Sonomastate     | 1998 SJ62  | 19 set 1998 | Anderson Mesa       | LONEOS          | —         | MPC                           |
| 25165 Leget           | 1998 SK62  | 19 set 1998 | Anderson Mesa       | LONEOS          | —         | MPC                           |
| 25166 Thompson        | 1998 SM62  | 19 set 1998 | Anderson Mesa       | LONEOS          | —         | MPC                           |
| 25167                 | 1998 SO64  | 20 set 1998 | La Silla            | E. W. Elst      | Phocaea   | MPC                           |
| 25168                 | 1998 SC65  | 20 set 1998 | La Silla            | E. W. Elst      | —         | MPC                           |
| 25169                 | 1998 SR65  | 20 set 1998 | La Silla            | E. W. Elst      | —         | MPC                           |
| 25170                 | 1998 SB66  | 20 set 1998 | La Silla            | E. W. Elst      | —         | MPC                           |
| 25171                 | 1998 SX66  | 20 set 1998 | La Silla            | E. W. Elst      | —         | MPC                           |
| 25172                 | 1998 SF67  | 20 set 1998 | La Silla            | E. W. Elst      | —         | MPC                           |
| 25173                 | 1998 SN71  | 21 set 1998 | La Silla            | E. W. Elst      | —         | MPC                           |
| 25174                 | 1998 SQ72  | 21 set 1998 | La Silla            | E. W. Elst      | Phocaea   | MPC                           |
| 25175 Lukeandraka     | 1998 SX75  | 29 set 1998 | Socorro             | LINEAR          | —         | MPC                           |
| 25176 Thomasaunins    | 1998 ST81  | 26 set 1998 | Socorro             | LINEAR          | —         | MPC                           |
| 25177                 | 1998 ST84  | 26 set 1998 | Socorro             | LINEAR          | —         | MPC                           |
| 25178 Shreebose       | 1998 SA96  | 26 set 1998 | Socorro             | LINEAR          | —         | MPC                           |
| 25179                 | 1998 SG100 | 26 set 1998 | Socorro             | LINEAR          | —         | MPC                           |
| 25180 Kenyonconlin    | 1998 SM107 | 26 set 1998 | Socorro             | LINEAR          | —         | MPC                           |
| 25181                 | 1998 SN108 | 26 set 1998 | Socorro             | LINEAR          | —         | MPC                           |
| 25182 Siddhawan       | 1998 ST110 | 26 set 1998 | Socorro             | LINEAR          | —         | MPC                           |
| 25183 Grantfisher     | 1998 SJ115 | 26 set 1998 | Socorro             | LINEAR          | —         | MPC                           |
| 25184 Taylorgaines    | 1998 SL115 | 26 set 1998 | Socorro             | LINEAR          | —         | MPC                           |
| 25185                 | 1998 SR115 | 26 set 1998 | Socorro             | LINEAR          | —         | MPC                           |
| 25186                 | 1998 SY115 | 26 set 1998 | Socorro             | LINEAR          | —         | MPC                           |
| 25187                 | 1998 SH116 | 26 set 1998 | Socorro             | LINEAR          | —         | MPC                           |
| 25188                 | 1998 SR117 | 26 set 1998 | Socorro             | LINEAR          | —         | MPC                           |
| 25189 Glockner        | 1998 SD118 | 26 set 1998 | Socorro             | LINEAR          | —         | MPC                           |
| 25190 Thomasgoodin    | 1998 SM118 | 26 set 1998 | Socorro             | LINEAR          | —         | MPC                           |
| 25191 Rachelouise     | 1998 SE123 | 26 set 1998 | Socorro             | LINEAR          | —         | MPC                           |
| 25192                 | 1998 SU124 | 26 set 1998 | Socorro             | LINEAR          | —         | MPC                           |
| 25193 Taliagreene     | 1998 SV126 | 26 set 1998 | Socorro             | LINEAR          | —         | MPC                           |
| 25194                 | 1998 ST132 | 26 set 1998 | Socorro             | LINEAR          | —         | MPC                           |
| 25195                 | 1998 SR133 | 26 set 1998 | Socorro             | LINEAR          | —         | MPC                           |
| 25196                 | 1998 SH134 | 26 set 1998 | Socorro             | LINEAR          | —         | MPC                           |
| 25197                 | 1998 SX137 | 26 set 1998 | Socorro             | LINEAR          | —         | MPC                           |
| 25198 Kylienicole     | 1998 SC138 | 26 set 1998 | Socorro             | LINEAR          | —         | MPC                           |
| 25199 Jiahegu         | 1998 SB139 | 26 set 1998 | Socorro             | LINEAR          | —         | MPC                           |
| 25200                 | 1998 SK139 | 26 set 1998 | Socorro             | LINEAR          | —         | MPC                           |

## 25201–25300
| Designação           | Designação | Descoberta  | Descoberta          | Descobridor(es)             | Categoria | Mais informações / Referência |
| Permanente           | Provisória | Data        | Local               | Descobridor(es)             | Categoria | Mais informações / Referência |
| -------------------- | ---------- | ----------- | ------------------- | --------------------------- | --------- | ----------------------------- |
| 25201                | 1998 SV140 | 26 set 1998 | Socorro             | LINEAR                      | —         | MPC                           |
| 25202                | 1998 SW140 | 26 set 1998 | Socorro             | LINEAR                      | —         | MPC                           |
| 25203                | 1998 SP143 | 18 set 1998 | La Silla            | E. W. Elst                  | —         | MPC                           |
| 25204                | 1998 SP144 | 20 set 1998 | La Silla            | E. W. Elst                  | —         | MPC                           |
| 25205                | 1998 SQ144 | 20 set 1998 | La Silla            | E. W. Elst                  | —         | MPC                           |
| 25206                | 1998 SX145 | 20 set 1998 | La Silla            | E. W. Elst                  | Eos       | MPC                           |
| 25207                | 1998 SY145 | 20 set 1998 | La Silla            | E. W. Elst                  | —         | MPC                           |
| 25208                | 1998 SK146 | 20 set 1998 | La Silla            | E. W. Elst                  | —         | MPC                           |
| 25209                | 1998 SO146 | 20 set 1998 | La Silla            | E. W. Elst                  | —         | MPC                           |
| 25210                | 1998 SE147 | 20 set 1998 | La Silla            | E. W. Elst                  | —         | MPC                           |
| 25211                | 1998 SU147 | 20 set 1998 | La Silla            | E. W. Elst                  | —         | MPC                           |
| 25212 Ayushgupta     | 1998 SU149 | 26 set 1998 | Socorro             | LINEAR                      | —         | MPC                           |
| 25213                | 1998 SP159 | 26 set 1998 | Socorro             | LINEAR                      | —         | MPC                           |
| 25214                | 1998 SS162 | 26 set 1998 | Socorro             | LINEAR                      | Brangane  | MPC                           |
| 25215                | 1998 SC164 | 18 set 1998 | La Silla            | E. W. Elst                  | —         | MPC                           |
| 25216 Enricobernardi | 1998 TU1   | 10 out 1998 | Pleiade             | F. Castellani, I. Dal Prete | Phocaea   | MPC                           |
| 25217                | 1998 TX1   | 13 out 1998 | Reedy Creek         | J. Broughton                | —         | MPC                           |
| 25218                | 1998 TZ1   | 13 out 1998 | Reedy Creek         | J. Broughton                | —         | MPC                           |
| 25219                | 1998 TM5   | 13 out 1998 | Višnjan Observatory | K. Korlević                 | —         | MPC                           |
| 25220                | 1998 TQ6   | 15 out 1998 | Reedy Creek         | J. Broughton                | —         | MPC                           |
| 25221                | 1998 TJ10  | 12 out 1998 | Kitt Peak           | Spacewatch                  | —         | MPC                           |
| 25222                | 1998 TT13  | 13 out 1998 | Kitt Peak           | Spacewatch                  | —         | MPC                           |
| 25223                | 1998 TT26  | 14 out 1998 | Kitt Peak           | Spacewatch                  | Brangane  | MPC                           |
| 25224                | 1998 TD27  | 14 out 1998 | Kitt Peak           | Spacewatch                  | —         | MPC                           |
| 25225 Patrickbenson  | 1998 TN30  | 10 out 1998 | Anderson Mesa       | LONEOS                      | Mitidika  | MPC                           |
| 25226 Brasch         | 1998 TP30  | 10 out 1998 | Anderson Mesa       | LONEOS                      | —         | MPC                           |
| 25227 Genehill       | 1998 TQ30  | 10 out 1998 | Anderson Mesa       | LONEOS                      | —         | MPC                           |
| 25228 Mikekitt       | 1998 TR30  | 10 out 1998 | Anderson Mesa       | LONEOS                      | —         | MPC                           |
| 25229 Karenkitt      | 1998 TV30  | 10 out 1998 | Anderson Mesa       | LONEOS                      | —         | MPC                           |
| 25230 Borgis         | 1998 TT31  | 11 out 1998 | Anderson Mesa       | LONEOS                      | —         | MPC                           |
| 25231 Naylor         | 1998 TW32  | 14 out 1998 | Anderson Mesa       | LONEOS                      | —         | MPC                           |
| 25232 Schatz         | 1998 TN33  | 14 out 1998 | Anderson Mesa       | LONEOS                      | —         | MPC                           |
| 25233 Tallman        | 1998 TD34  | 14 out 1998 | Anderson Mesa       | LONEOS                      | Brangane  | MPC                           |
| 25234 Odell          | 1998 TW34  | 14 out 1998 | Anderson Mesa       | LONEOS                      | —         | MPC                           |
| 25235                | 1998 UC3   | 20 out 1998 | Caussols            | ODAS                        | —         | MPC                           |
| 25236                | 1998 UT6   | 18 out 1998 | Gekko               | T. Kagawa                   | —         | MPC                           |
| 25237 Hurwitz        | 1998 UG7   | 20 out 1998 | Prescott            | P. G. Comba                 | —         | MPC                           |
| 25238                | 1998 UJ7   | 21 out 1998 | Višnjan Observatory | K. Korlević                 | —         | MPC                           |
| 25239                | 1998 UB8   | 23 out 1998 | Višnjan Observatory | K. Korlević                 | —         | MPC                           |
| 25240 Qiansanqiang   | 1998 UO8   | 16 out 1998 | Xinglong            | SCAP                        | —         | MPC                           |
| 25241                | 1998 UF14  | 23 out 1998 | Kitt Peak           | Spacewatch                  | —         | MPC                           |
| 25242                | 1998 UH15  | 20 out 1998 | Granville           | R. G. Davis                 | —         | MPC                           |
| 25243                | 1998 UQ15  | 23 out 1998 | Višnjan Observatory | K. Korlević                 | —         | MPC                           |
| 25244                | 1998 UV15  | 24 out 1998 | Višnjan Observatory | K. Korlević                 | —         | MPC                           |
| 25245                | 1998 UW18  | 26 out 1998 | Višnjan Observatory | K. Korlević                 | Ursula    | MPC                           |
| 25246                | 1998 UX18  | 26 out 1998 | Višnjan Observatory | K. Korlević                 | —         | MPC                           |
| 25247                | 1998 UW19  | 23 out 1998 | Višnjan Observatory | K. Korlević                 | —         | MPC                           |
| 25248                | 1998 UX19  | 24 out 1998 | Višnjan Observatory | K. Korlević                 | —         | MPC                           |
| 25249                | 1998 UV22  | 31 out 1998 | Gekko               | T. Kagawa                   | Pallas    | MPC                           |
| 25250 Jonnapeterson  | 1998 UX23  | 17 out 1998 | Anderson Mesa       | LONEOS                      | —         | MPC                           |
| 25251                | 1998 UL25  | 18 out 1998 | La Silla            | E. W. Elst                  | —         | MPC                           |
| 25252                | 1998 UC26  | 18 out 1998 | La Silla            | E. W. Elst                  | —         | MPC                           |
| 25253                | 1998 UV29  | 18 out 1998 | La Silla            | E. W. Elst                  | —         | MPC                           |
| 25254                | 1998 UM32  | 29 out 1998 | Xinglong            | SCAP                        | Brangane  | MPC                           |
| 25255                | 1998 UX32  | 28 out 1998 | Socorro             | LINEAR                      | Pallas    | MPC                           |
| 25256 Imbrie-Moore   | 1998 UG34  | 28 out 1998 | Socorro             | LINEAR                      | —         | MPC                           |
| 25257 Elizmakarron   | 1998 UF42  | 28 out 1998 | Socorro             | LINEAR                      | —         | MPC                           |
| 25258 Nathaniel      | 1998 VU    | 7 nov 1998  | Kleť                | M. Tichý, J. Tichá          | —         | MPC                           |
| 25259 Lucarnold      | 1998 VK4   | 11 nov 1998 | Caussols            | ODAS                        | —         | MPC                           |
| 25260                | 1998 VN5   | 8 nov 1998  | Nachi-Katsuura      | Y. Shimizu, T. Urata        | —         | MPC                           |
| 25261                | 1998 VX5   | 11 nov 1998 | Gekko               | T. Kagawa                   | —         | MPC                           |
| 25262                | 1998 VL14  | 10 nov 1998 | Socorro             | LINEAR                      | —         | MPC                           |
| 25263                | 1998 VM16  | 10 nov 1998 | Socorro             | LINEAR                      | —         | MPC                           |
| 25264 Erickeen       | 1998 VP16  | 10 nov 1998 | Socorro             | LINEAR                      | —         | MPC                           |
| 25265                | 1998 VR17  | 10 nov 1998 | Socorro             | LINEAR                      | —         | MPC                           |
| 25266 Taylorkinyon   | 1998 VS20  | 10 nov 1998 | Socorro             | LINEAR                      | Mitidika  | MPC                           |
| 25267                | 1998 VH21  | 10 nov 1998 | Socorro             | LINEAR                      | —         | MPC                           |
| 25268                | 1998 VP23  | 10 nov 1998 | Socorro             | LINEAR                      | Brangane  | MPC                           |
| 25269                | 1998 VY23  | 10 nov 1998 | Socorro             | LINEAR                      | —         | MPC                           |
| 25270                | 1998 VR27  | 10 nov 1998 | Socorro             | LINEAR                      | Ursula    | MPC                           |
| 25271                | 1998 VT27  | 10 nov 1998 | Socorro             | LINEAR                      | Brangane  | MPC                           |
| 25272                | 1998 VK32  | 14 nov 1998 | Reedy Creek         | J. Broughton                | —         | MPC                           |
| 25273 Barrycarole    | 1998 VN32  | 15 nov 1998 | Cocoa               | I. P. Griffin               | —         | MPC                           |
| 25274                | 1998 VE33  | 15 nov 1998 | Reedy Creek         | J. Broughton                | Phocaea   | MPC                           |
| 25275 Jocelynbell    | 1998 VF33  | 14 nov 1998 | Goodricke-Pigott    | R. A. Tucker                | —         | MPC                           |
| 25276 Dimai          | 1998 VJ33  | 15 nov 1998 | Pianoro             | V. Goretti                  | Brangane  | MPC                           |
| 25277                | 1998 VR34  | 14 nov 1998 | Uenohara            | N. Kawasato                 | Themis    | MPC                           |
| 25278                | 1998 VD51  | 13 nov 1998 | Socorro             | LINEAR                      | —         | MPC                           |
| 25279                | 1998 VF52  | 13 nov 1998 | Socorro             | LINEAR                      | —         | MPC                           |
| 25280                | 1998 VY53  | 14 nov 1998 | Socorro             | LINEAR                      | Brangane  | MPC                           |
| 25281                | 1998 WP    | 16 nov 1998 | High Point          | D. K. Chesney               | —         | MPC                           |
| 25282                | 1998 WR    | 18 nov 1998 | Socorro             | LINEAR                      | Phocaea   | MPC                           |
| 25283                | 1998 WU    | 17 nov 1998 | Oizumi              | T. Kobayashi                | —         | MPC                           |
| 25284                | 1998 WL2   | 17 nov 1998 | Catalina            | CSS                         | —         | MPC                           |
| 25285                | 1998 WB7   | 17 nov 1998 | Uenohara            | N. Kawasato                 | —         | MPC                           |
| 25286                | 1998 WC8   | 18 nov 1998 | Kushiro             | S. Ueda, H. Kaneda          | —         | MPC                           |
| 25287                | 1998 WR9   | 28 nov 1998 | Višnjan Observatory | K. Korlević                 | —         | MPC                           |
| 25288                | 1998 WM10  | 21 nov 1998 | Socorro             | LINEAR                      | —         | MPC                           |
| 25289                | 1998 WE12  | 21 nov 1998 | Socorro             | LINEAR                      | —         | MPC                           |
| 25290 Vibhuti        | 1998 WH14  | 21 nov 1998 | Socorro             | LINEAR                      | —         | MPC                           |
| 25291                | 1998 WO16  | 21 nov 1998 | Socorro             | LINEAR                      | —         | MPC                           |
| 25292                | 1998 WQ16  | 21 nov 1998 | Socorro             | LINEAR                      | —         | MPC                           |
| 25293                | 1998 WS16  | 21 nov 1998 | Socorro             | LINEAR                      | —         | MPC                           |
| 25294 Johnlaberee    | 1998 WA17  | 21 nov 1998 | Socorro             | LINEAR                      | —         | MPC                           |
| 25295                | 1998 WK17  | 21 nov 1998 | Socorro             | LINEAR                      | —         | MPC                           |
| 25296                | 1998 WD20  | 26 nov 1998 | Kashihara           | F. Uto                      | —         | MPC                           |
| 25297                | 1998 WW20  | 18 nov 1998 | Socorro             | LINEAR                      | —         | MPC                           |
| 25298 Fionapaine     | 1998 WB22  | 18 nov 1998 | Socorro             | LINEAR                      | —         | MPC                           |
| 25299                | 1998 WX22  | 18 nov 1998 | Socorro             | LINEAR                      | —         | MPC                           |
| 25300 Andyromine     | 1998 WE23  | 18 nov 1998 | Socorro             | LINEAR                      | —         | MPC                           |

## 25301–25400
| Designação         | Designação | Descoberta  | Descoberta          | Descobridor(es)          | Categoria | Mais informações / Referência |
| Permanente         | Provisória | Data        | Local               | Descobridor(es)          | Categoria | Mais informações / Referência |
| ------------------ | ---------- | ----------- | ------------------- | ------------------------ | --------- | ----------------------------- |
| 25301 Ambrofogar   | 1998 XZ2   | 7 dez 1998  | San Marcello        | M. Tombelli, A. Boattini | —         | MPC                           |
| 25302 Niim         | 1998 XW3   | 9 dez 1998  | Chichibu            | N. Satō                  | Brangane  | MPC                           |
| 25303              | 1998 XE17  | 8 dez 1998  | Caussols            | ODAS                     | —         | MPC                           |
| 25304              | 1998 XQ28  | 14 dez 1998 | Socorro             | LINEAR                   | —         | MPC                           |
| 25305              | 1998 XH62  | 9 dez 1998  | Socorro             | LINEAR                   | —         | MPC                           |
| 25306              | 1998 XQ73  | 14 dez 1998 | Socorro             | LINEAR                   | —         | MPC                           |
| 25307              | 1998 XU77  | 15 dez 1998 | Socorro             | LINEAR                   | —         | MPC                           |
| 25308              | 1998 XW82  | 15 dez 1998 | Socorro             | LINEAR                   | Brangane  | MPC                           |
| 25309 Chrisauer    | 1998 XQ87  | 15 dez 1998 | Socorro             | LINEAR                   | —         | MPC                           |
| 25310              | 1998 XY92  | 15 dez 1998 | Socorro             | LINEAR                   | —         | MPC                           |
| 25311              | 1998 YV3   | 17 dez 1998 | Ondřejov            | T. Rezek, P. Pravec      | —         | MPC                           |
| 25312 Asiapossenti | 1998 YU6   | 22 dez 1998 | Colleverde          | V. S. Casulli            | —         | MPC                           |
| 25313              | 1998 YV8   | 22 dez 1998 | Xinglong            | SCAP                     | —         | MPC                           |
| 25314              | 1999 AK3   | 8 jan 1999  | Socorro             | LINEAR                   | —         | MPC                           |
| 25315              | 1999 AZ8   | 9 jan 1999  | Xinglong            | SCAP                     | —         | MPC                           |
| 25316 Comnick      | 1999 AH23  | 10 jan 1999 | Anderson Mesa       | LONEOS                   | —         | MPC                           |
| 25317              | 1999 BL12  | 24 jan 1999 | Črni Vrh            | Črni Vrh                 | —         | MPC                           |
| 25318              | 1999 CH12  | 12 fev 1999 | Socorro             | LINEAR                   | —         | MPC                           |
| 25319              | 1999 CT14  | 15 fev 1999 | Višnjan Observatory | K. Korlević              | —         | MPC                           |
| 25320              | 1999 CP15  | 11 fev 1999 | Socorro             | LINEAR                   | —         | MPC                           |
| 25321 Rohitsingh   | 1999 FR27  | 19 mar 1999 | Socorro             | LINEAR                   | —         | MPC                           |
| 25322 Rebeccajean  | 1999 FM28  | 19 mar 1999 | Socorro             | LINEAR                   | —         | MPC                           |
| 25323              | 1999 FC34  | 19 mar 1999 | Socorro             | LINEAR                   | —         | MPC                           |
| 25324              | 1999 GQ4   | 10 abr 1999 | Višnjan Observatory | K. Korlević              | —         | MPC                           |
| 25325              | 1999 JS5   | 10 mai 1999 | Socorro             | LINEAR                   | —         | MPC                           |
| 25326 Lawrencesun  | 1999 JB32  | 10 mai 1999 | Socorro             | LINEAR                   | —         | MPC                           |
| 25327              | 1999 JB63  | 10 mai 1999 | Socorro             | LINEAR                   | —         | MPC                           |
| 25328              | 1999 JK83  | 12 mai 1999 | Socorro             | LINEAR                   | —         | MPC                           |
| 25329              | 1999 JO84  | 12 mai 1999 | Socorro             | LINEAR                   | —         | MPC                           |
| 25330              | 1999 KV4   | 17 mai 1999 | Catalina            | CSS                      | —         | MPC                           |
| 25331 Berrevoets   | 1999 KY4   | 20 mai 1999 | Oaxaca              | J. M. Roe                | —         | MPC                           |
| 25332              | 1999 KK6   | 17 mai 1999 | Socorro             | LINEAR                   | —         | MPC                           |
| 25333 Britwenger   | 1999 KW13  | 18 mai 1999 | Socorro             | LINEAR                   | —         | MPC                           |
| 25334              | 1999 LK11  | 8 jun 1999  | Socorro             | LINEAR                   | —         | MPC                           |
| 25335              | 1999 NT    | 9 jul 1999  | Les Tardieux        | M. Boeuf                 | —         | MPC                           |
| 25336              | 1999 OR2   | 22 jul 1999 | Socorro             | LINEAR                   | —         | MPC                           |
| 25337              | 1999 PK    | 6 ago 1999  | Ceccano             | G. Masi                  | Juno      | MPC                           |
| 25338              | 1999 RE2   | 6 set 1999  | Fountain Hills      | C. W. Juels              | —         | MPC                           |
| 25339              | 1999 RE27  | 7 set 1999  | Socorro             | LINEAR                   | Juno      | MPC                           |
| 25340 Segoves      | 1999 RX31  | 10 set 1999 | Kleť                | M. Tichý, Z. Moravec     | —         | MPC                           |
| 25341              | 1999 RT38  | 13 set 1999 | Višnjan Observatory | K. Korlević              | —         | MPC                           |
| 25342              | 1999 RQ42  | 14 set 1999 | Višnjan Observatory | K. Korlević              | Phocaea   | MPC                           |
| 25343              | 1999 RA44  | 15 set 1999 | Višnjan Observatory | K. Korlević              | —         | MPC                           |
| 25344              | 1999 RN72  | 7 set 1999  | Socorro             | LINEAR                   | —         | MPC                           |
| 25345              | 1999 RW88  | 7 set 1999  | Socorro             | LINEAR                   | —         | MPC                           |
| 25346              | 1999 RS103 | 8 set 1999  | Socorro             | LINEAR                   | —         | MPC                           |
| 25347              | 1999 RQ116 | 9 set 1999  | Socorro             | LINEAR                   | —         | MPC                           |
| 25348 Wisniowiecki | 1999 RJ124 | 9 set 1999  | Socorro             | LINEAR                   | —         | MPC                           |
| 25349              | 1999 RL127 | 9 set 1999  | Socorro             | LINEAR                   | —         | MPC                           |
| 25350              | 1999 RB143 | 9 set 1999  | Socorro             | LINEAR                   | —         | MPC                           |
| 25351              | 1999 RK173 | 9 set 1999  | Socorro             | LINEAR                   | —         | MPC                           |
| 25352              | 1999 RQ201 | 8 set 1999  | Socorro             | LINEAR                   | Phocaea   | MPC                           |
| 25353              | 1999 RB210 | 8 set 1999  | Socorro             | LINEAR                   | —         | MPC                           |
| 25354 Zdasiuk      | 1999 RD211 | 8 set 1999  | Socorro             | LINEAR                   | —         | MPC                           |
| 25355              | 1999 RU221 | 5 set 1999  | Catalina            | CSS                      | —         | MPC                           |
| 25356              | 1999 SK6   | 30 set 1999 | Socorro             | LINEAR                   | —         | MPC                           |
| 25357              | 1999 TM    | 1 out 1999  | Zeno                | T. Stafford              | —         | MPC                           |
| 25358 Boskovice    | 1999 TY3   | 2 out 1999  | Ondřejov            | L. Kotková               | —         | MPC                           |
| 25359              | 1999 TW11  | 10 out 1999 | Višnjan Observatory | K. Korlević, M. Jurić    | —         | MPC                           |
| 25360              | 1999 TK14  | 10 out 1999 | Višnjan Observatory | K. Korlević, M. Jurić    | —         | MPC                           |
| 25361              | 1999 TC23  | 3 out 1999  | Kitt Peak           | Spacewatch               | Mitidika  | MPC                           |
| 25362              | 1999 TH24  | 4 out 1999  | Kitt Peak           | Spacewatch               | —         | MPC                           |
| 25363              | 1999 TW24  | 2 out 1999  | Socorro             | LINEAR                   | —         | MPC                           |
| 25364 Allisonbaas  | 1999 TD26  | 3 out 1999  | Socorro             | LINEAR                   | —         | MPC                           |
| 25365 Bernreuter   | 1999 TC27  | 3 out 1999  | Socorro             | LINEAR                   | —         | MPC                           |
| 25366 Maureenbobo  | 1999 TH30  | 4 out 1999  | Socorro             | LINEAR                   | —         | MPC                           |
| 25367 Cicek        | 1999 TC96  | 2 out 1999  | Socorro             | LINEAR                   | —         | MPC                           |
| 25368 Gailcolwell  | 1999 TQ96  | 2 out 1999  | Socorro             | LINEAR                   | —         | MPC                           |
| 25369 Dawndonovan  | 1999 TR108 | 4 out 1999  | Socorro             | LINEAR                   | —         | MPC                           |
| 25370 Karenfletch  | 1999 TW144 | 7 out 1999  | Socorro             | LINEAR                   | —         | MPC                           |
| 25371 Frangaley    | 1999 TS153 | 7 out 1999  | Socorro             | LINEAR                   | —         | MPC                           |
| 25372 Shanagarza   | 1999 TB164 | 9 out 1999  | Socorro             | LINEAR                   | —         | MPC                           |
| 25373 Gorsch       | 1999 TC166 | 10 out 1999 | Socorro             | LINEAR                   | —         | MPC                           |
| 25374 Harbrucker   | 1999 TC178 | 10 out 1999 | Socorro             | LINEAR                   | —         | MPC                           |
| 25375 Treenajoi    | 1999 TR180 | 10 out 1999 | Socorro             | LINEAR                   | —         | MPC                           |
| 25376 Christikeen  | 1999 TS180 | 10 out 1999 | Socorro             | LINEAR                   | —         | MPC                           |
| 25377 Rolaberee    | 1999 TZ196 | 12 out 1999 | Socorro             | LINEAR                   | —         | MPC                           |
| 25378 Erinlambert  | 1999 TY197 | 12 out 1999 | Socorro             | LINEAR                   | —         | MPC                           |
| 25379              | 1999 TL210 | 14 out 1999 | Socorro             | LINEAR                   | —         | MPC                           |
| 25380              | 1999 TA212 | 15 out 1999 | Socorro             | LINEAR                   | —         | MPC                           |
| 25381 Jerrynelson  | 1999 TE213 | 15 out 1999 | Socorro             | LINEAR                   | —         | MPC                           |
| 25382              | 1999 TK226 | 3 out 1999  | Kitt Peak           | Spacewatch               | —         | MPC                           |
| 25383 Lindacker    | 1999 UN1   | 18 out 1999 | Kleť                | Kleť Obs.                | —         | MPC                           |
| 25384 Partizánske  | 1999 UW1   | 18 out 1999 | Ondřejov            | P. Kušnirák              | —         | MPC                           |
| 25385              | 1999 UC3   | 20 out 1999 | Gekko               | T. Kagawa                | —         | MPC                           |
| 25386              | 1999 UE3   | 17 out 1999 | Bergisch Gladbach   | W. Bickel                | —         | MPC                           |
| 25387              | 1999 UN3   | 16 out 1999 | Višnjan Observatory | K. Korlević              | —         | MPC                           |
| 25388              | 1999 UG4   | 31 out 1999 | Oaxaca              | J. M. Roe                | —         | MPC                           |
| 25389              | 1999 UJ9   | 29 out 1999 | Catalina            | CSS                      | —         | MPC                           |
| 25390              | 1999 UU10  | 31 out 1999 | Socorro             | LINEAR                   | Flora     | MPC                           |
| 25391              | 1999 UC16  | 29 out 1999 | Catalina            | CSS                      | —         | MPC                           |
| 25392              | 1999 UC26  | 30 out 1999 | Catalina            | CSS                      | —         | MPC                           |
| 25393              | 1999 UK26  | 30 out 1999 | Catalina            | CSS                      | —         | MPC                           |
| 25394              | 1999 UQ48  | 30 out 1999 | Catalina            | CSS                      | —         | MPC                           |
| 25395              | 1999 VF6   | 5 nov 1999  | Oizumi              | T. Kobayashi             | —         | MPC                           |
| 25396              | 1999 VL10  | 9 nov 1999  | Oizumi              | T. Kobayashi             | —         | MPC                           |
| 25397              | 1999 VY10  | 7 nov 1999  | Gnosca              | S. Sposetti              | —         | MPC                           |
| 25398              | 1999 VM12  | 11 nov 1999 | Fountain Hills      | C. W. Juels              | —         | MPC                           |
| 25399 Vonnegut     | 1999 VN20  | 11 nov 1999 | Fountain Hills      | C. W. Juels              | —         | MPC                           |
| 25400              | 1999 VU20  | 9 nov 1999  | Nachi-Katsuura      | Y. Shimizu, T. Urata     | —         | MPC                           |

## 25401–25500
| Designação          | Designação | Descoberta  | Descoberta          | Descobridor(es) | Categoria | Mais informações / Referência |
| Permanente          | Provisória | Data        | Local               | Descobridor(es) | Categoria | Mais informações / Referência |
| ------------------- | ---------- | ----------- | ------------------- | --------------- | --------- | ----------------------------- |
| 25401               | 1999 VY24  | 13 nov 1999 | Oizumi              | T. Kobayashi    | —         | MPC                           |
| 25402 Angelanorse   | 1999 VA27  | 3 nov 1999  | Socorro             | LINEAR          | —         | MPC                           |
| 25403 Carlapiazza   | 1999 VE31  | 3 nov 1999  | Socorro             | LINEAR          | —         | MPC                           |
| 25404 Shansample    | 1999 VU31  | 3 nov 1999  | Socorro             | LINEAR          | —         | MPC                           |
| 25405 Jeffwidder    | 1999 VM32  | 3 nov 1999  | Socorro             | LINEAR          | —         | MPC                           |
| 25406 Debwysocki    | 1999 VR32  | 3 nov 1999  | Socorro             | LINEAR          | —         | MPC                           |
| 25407               | 1999 VM34  | 3 nov 1999  | Socorro             | LINEAR          | Phocaea   | MPC                           |
| 25408               | 1999 VB35  | 3 nov 1999  | Socorro             | LINEAR          | —         | MPC                           |
| 25409               | 1999 VD36  | 3 nov 1999  | Socorro             | LINEAR          | —         | MPC                           |
| 25410 Abejar        | 1999 VG36  | 3 nov 1999  | Socorro             | LINEAR          | —         | MPC                           |
| 25411               | 1999 VM37  | 3 nov 1999  | Socorro             | LINEAR          | —         | MPC                           |
| 25412 Arbesfeld     | 1999 VZ38  | 10 nov 1999 | Socorro             | LINEAR          | —         | MPC                           |
| 25413 Dorischen     | 1999 VE39  | 10 nov 1999 | Socorro             | LINEAR          | —         | MPC                           |
| 25414 Cherkassky    | 1999 VH48  | 3 nov 1999  | Socorro             | LINEAR          | —         | MPC                           |
| 25415 Jocelyn       | 1999 VL53  | 3 nov 1999  | Socorro             | LINEAR          | —         | MPC                           |
| 25416 Chyanwen      | 1999 VY58  | 4 nov 1999  | Socorro             | LINEAR          | —         | MPC                           |
| 25417 Coquillette   | 1999 VZ65  | 4 nov 1999  | Socorro             | LINEAR          | —         | MPC                           |
| 25418 Deshmukh      | 1999 VG66  | 4 nov 1999  | Socorro             | LINEAR          | —         | MPC                           |
| 25419               | 1999 VC72  | 11 nov 1999 | Xinglong            | SCAP            | —         | MPC                           |
| 25420               | 1999 VN81  | 5 nov 1999  | Socorro             | LINEAR          | —         | MPC                           |
| 25421 Gafaran       | 1999 VL86  | 5 nov 1999  | Socorro             | LINEAR          | —         | MPC                           |
| 25422 Abigreene     | 1999 VL111 | 9 nov 1999  | Socorro             | LINEAR          | —         | MPC                           |
| 25423               | 1999 VS127 | 9 nov 1999  | Kitt Peak           | Spacewatch      | —         | MPC                           |
| 25424 Gunasekaran   | 1999 VQ158 | 14 nov 1999 | Socorro             | LINEAR          | —         | MPC                           |
| 25425 Chelsealynn   | 1999 VR169 | 14 nov 1999 | Socorro             | LINEAR          | —         | MPC                           |
| 25426 Alexanderkim  | 1999 VU169 | 14 nov 1999 | Socorro             | LINEAR          | —         | MPC                           |
| 25427 Kratchmarov   | 1999 VP170 | 14 nov 1999 | Socorro             | LINEAR          | —         | MPC                           |
| 25428 Lakhanpal     | 1999 VM172 | 14 nov 1999 | Socorro             | LINEAR          | —         | MPC                           |
| 25429               | 1999 VM187 | 15 nov 1999 | Socorro             | LINEAR          | —         | MPC                           |
| 25430 Ericlarson    | 1999 VT189 | 15 nov 1999 | Socorro             | LINEAR          | —         | MPC                           |
| 25431               | 1999 VW194 | 2 nov 1999  | Catalina            | CSS             | —         | MPC                           |
| 25432 Josepherli    | 1999 VG225 | 5 nov 1999  | Socorro             | LINEAR          | —         | MPC                           |
| 25433               | 1999 WM2   | 26 nov 1999 | Višnjan Observatory | K. Korlević     | —         | MPC                           |
| 25434 Westonia      | 1999 WS2   | 29 nov 1999 | Kleť                | M. Tichý        | —         | MPC                           |
| 25435               | 1999 WX3   | 28 nov 1999 | Oizumi              | T. Kobayashi    | —         | MPC                           |
| 25436               | 1999 WE4   | 28 nov 1999 | Oizumi              | T. Kobayashi    | —         | MPC                           |
| 25437               | 1999 WP4   | 28 nov 1999 | Oizumi              | T. Kobayashi    | —         | MPC                           |
| 25438               | 1999 WY5   | 30 nov 1999 | Socorro             | LINEAR          | —         | MPC                           |
| 25439               | 1999 WV6   | 28 nov 1999 | Višnjan Observatory | K. Korlević     | —         | MPC                           |
| 25440               | 1999 WR7   | 28 nov 1999 | Višnjan Observatory | K. Korlević     | —         | MPC                           |
| 25441               | 1999 WG8   | 28 nov 1999 | Kvistaberg          | UDAS            | —         | MPC                           |
| 25442               | 1999 WQ9   | 30 nov 1999 | Oizumi              | T. Kobayashi    | —         | MPC                           |
| 25443               | 1999 WC10  | 30 nov 1999 | Oizumi              | T. Kobayashi    | —         | MPC                           |
| 25444               | 1999 WL13  | 29 nov 1999 | Višnjan Observatory | K. Korlević     | —         | MPC                           |
| 25445               | 1999 XK1   | 2 dez 1999  | Oizumi              | T. Kobayashi    | —         | MPC                           |
| 25446               | 1999 XF2   | 4 dez 1999  | Gekko               | T. Kagawa       | —         | MPC                           |
| 25447               | 1999 XE4   | 4 dez 1999  | Catalina            | CSS             | —         | MPC                           |
| 25448               | 1999 XJ4   | 4 dez 1999  | Catalina            | CSS             | —         | MPC                           |
| 25449               | 1999 XN6   | 4 dez 1999  | Catalina            | CSS             | —         | MPC                           |
| 25450               | 1999 XQ7   | 4 dez 1999  | Fountain Hills      | C. W. Juels     | —         | MPC                           |
| 25451               | 1999 XC8   | 3 dez 1999  | Oizumi              | T. Kobayashi    | —         | MPC                           |
| 25452               | 1999 XS10  | 5 dez 1999  | Catalina            | CSS             | —         | MPC                           |
| 25453               | 1999 XU11  | 6 dez 1999  | Catalina            | CSS             | —         | MPC                           |
| 25454               | 1999 XN12  | 5 dez 1999  | Socorro             | LINEAR          | —         | MPC                           |
| 25455 Anissamak     | 1999 XP12  | 5 dez 1999  | Socorro             | LINEAR          | —         | MPC                           |
| 25456 Caitlinmann   | 1999 XQ12  | 5 dez 1999  | Socorro             | LINEAR          | —         | MPC                           |
| 25457 Mariannamao   | 1999 XH13  | 5 dez 1999  | Socorro             | LINEAR          | —         | MPC                           |
| 25458               | 1999 XT13  | 5 dez 1999  | Socorro             | LINEAR          | —         | MPC                           |
| 25459               | 1999 XL14  | 5 dez 1999  | Socorro             | LINEAR          | Brangane  | MPC                           |
| 25460               | 1999 XX15  | 6 dez 1999  | Višnjan Observatory | K. Korlević     | —         | MPC                           |
| 25461               | 1999 XR18  | 3 dez 1999  | Socorro             | LINEAR          | —         | MPC                           |
| 25462 Haydenmetsky  | 1999 XV18  | 3 dez 1999  | Socorro             | LINEAR          | —         | MPC                           |
| 25463               | 1999 XJ21  | 5 dez 1999  | Socorro             | LINEAR          | —         | MPC                           |
| 25464 Maxrabinovich | 1999 XA24  | 6 dez 1999  | Socorro             | LINEAR          | —         | MPC                           |
| 25465 Rajagopalan   | 1999 XT25  | 6 dez 1999  | Socorro             | LINEAR          | —         | MPC                           |
| 25466               | 1999 XG31  | 6 dez 1999  | Socorro             | LINEAR          | —         | MPC                           |
| 25467               | 1999 XV32  | 6 dez 1999  | Socorro             | LINEAR          | —         | MPC                           |
| 25468 Ramakrishna   | 1999 XS33  | 6 dez 1999  | Socorro             | LINEAR          | —         | MPC                           |
| 25469 Ransohoff     | 1999 XC34  | 6 dez 1999  | Socorro             | LINEAR          | —         | MPC                           |
| 25470               | 1999 XW35  | 6 dez 1999  | Ametlla de Mar      | J. Nomen        | —         | MPC                           |
| 25471               | 1999 XZ35  | 6 dez 1999  | Oizumi              | T. Kobayashi    | —         | MPC                           |
| 25472 Joanoro       | 1999 XL36  | 6 dez 1999  | Ametlla de Mar      | J. Nomen        | —         | MPC                           |
| 25473               | 1999 XJ38  | 3 dez 1999  | Uenohara            | N. Kawasato     | —         | MPC                           |
| 25474               | 1999 XO38  | 8 dez 1999  | Socorro             | LINEAR          | —         | MPC                           |
| 25475 Lizrao        | 1999 XY40  | 7 dez 1999  | Socorro             | LINEAR          | —         | MPC                           |
| 25476 Sealfon       | 1999 XU42  | 7 dez 1999  | Socorro             | LINEAR          | —         | MPC                           |
| 25477 Preyashah     | 1999 XC44  | 7 dez 1999  | Socorro             | LINEAR          | —         | MPC                           |
| 25478 Shrock        | 1999 XR45  | 7 dez 1999  | Socorro             | LINEAR          | —         | MPC                           |
| 25479 Ericshyu      | 1999 XD54  | 7 dez 1999  | Socorro             | LINEAR          | —         | MPC                           |
| 25480               | 1999 XB67  | 7 dez 1999  | Socorro             | LINEAR          | —         | MPC                           |
| 25481 Willjaysun    | 1999 XU68  | 7 dez 1999  | Socorro             | LINEAR          | —         | MPC                           |
| 25482 Tallapragada  | 1999 XM72  | 7 dez 1999  | Socorro             | LINEAR          | —         | MPC                           |
| 25483 Trusheim      | 1999 XF74  | 7 dez 1999  | Socorro             | LINEAR          | —         | MPC                           |
| 25484               | 1999 XL75  | 7 dez 1999  | Socorro             | LINEAR          | —         | MPC                           |
| 25485               | 1999 XY75  | 7 dez 1999  | Socorro             | LINEAR          | —         | MPC                           |
| 25486 Michaelwham   | 1999 XF81  | 7 dez 1999  | Socorro             | LINEAR          | —         | MPC                           |
| 25487               | 1999 XU82  | 7 dez 1999  | Socorro             | LINEAR          | —         | MPC                           |
| 25488 Figueiredo    | 1999 XD83  | 7 dez 1999  | Socorro             | LINEAR          | —         | MPC                           |
| 25489               | 1999 XN83  | 7 dez 1999  | Socorro             | LINEAR          | Phocaea   | MPC                           |
| 25490 Kevinkelly    | 1999 XN84  | 7 dez 1999  | Socorro             | LINEAR          | —         | MPC                           |
| 25491 Meador        | 1999 XS84  | 7 dez 1999  | Socorro             | LINEAR          | —         | MPC                           |
| 25492 Firnberg      | 1999 XF85  | 7 dez 1999  | Socorro             | LINEAR          | —         | MPC                           |
| 25493               | 1999 XG85  | 7 dez 1999  | Socorro             | LINEAR          | —         | MPC                           |
| 25494               | 1999 XV86  | 7 dez 1999  | Socorro             | LINEAR          | —         | MPC                           |
| 25495 Michaelroddy  | 1999 XW86  | 7 dez 1999  | Socorro             | LINEAR          | —         | MPC                           |
| 25496               | 1999 XY86  | 7 dez 1999  | Socorro             | LINEAR          | Phocaea   | MPC                           |
| 25497 Brauerman     | 1999 XV87  | 7 dez 1999  | Socorro             | LINEAR          | —         | MPC                           |
| 25498               | 1999 XJ88  | 7 dez 1999  | Socorro             | LINEAR          | —         | MPC                           |
| 25499               | 1999 XR88  | 7 dez 1999  | Socorro             | LINEAR          | —         | MPC                           |
| 25500               | 1999 XF91  | 7 dez 1999  | Socorro             | LINEAR          | —         | MPC                           |

## 25501–25600
| Designação          | Designação | Descoberta  | Descoberta          | Descobridor(es) | Categoria | Mais informações / Referência |
| Permanente          | Provisória | Data        | Local               | Descobridor(es) | Categoria | Mais informações / Referência |
| ------------------- | ---------- | ----------- | ------------------- | --------------- | --------- | ----------------------------- |
| 25501               | 1999 XK91  | 7 dez 1999  | Socorro             | LINEAR          | —         | MPC                           |
| 25502               | 1999 XO91  | 7 dez 1999  | Socorro             | LINEAR          | Brangane  | MPC                           |
| 25503               | 1999 XW93  | 7 dez 1999  | Socorro             | LINEAR          | —         | MPC                           |
| 25504               | 1999 XS94  | 7 dez 1999  | Socorro             | LINEAR          | —         | MPC                           |
| 25505               | 1999 XQ95  | 7 dez 1999  | Oizumi              | T. Kobayashi    | —         | MPC                           |
| 25506               | 1999 XS95  | 9 dez 1999  | Oizumi              | T. Kobayashi    | —         | MPC                           |
| 25507               | 1999 XB96  | 9 dez 1999  | Oizumi              | T. Kobayashi    | —         | MPC                           |
| 25508               | 1999 XC96  | 9 dez 1999  | Oizumi              | T. Kobayashi    | —         | MPC                           |
| 25509 Rodwong       | 1999 XF97  | 7 dez 1999  | Socorro             | LINEAR          | —         | MPC                           |
| 25510 Donvincent    | 1999 XJ97  | 7 dez 1999  | Socorro             | LINEAR          | —         | MPC                           |
| 25511 Annlipinsky   | 1999 XM97  | 7 dez 1999  | Socorro             | LINEAR          | —         | MPC                           |
| 25512 Anncomins     | 1999 XT97  | 7 dez 1999  | Socorro             | LINEAR          | —         | MPC                           |
| 25513 Weseley       | 1999 XM98  | 7 dez 1999  | Socorro             | LINEAR          | —         | MPC                           |
| 25514 Lisawu        | 1999 XJ99  | 7 dez 1999  | Socorro             | LINEAR          | —         | MPC                           |
| 25515 Briancarey    | 1999 XU99  | 7 dez 1999  | Socorro             | LINEAR          | —         | MPC                           |
| 25516 Davidknight   | 1999 XS100 | 7 dez 1999  | Socorro             | LINEAR          | —         | MPC                           |
| 25517 Davidlau      | 1999 XD101 | 7 dez 1999  | Socorro             | LINEAR          | —         | MPC                           |
| 25518 Paulcitrin    | 1999 XO101 | 7 dez 1999  | Socorro             | LINEAR          | —         | MPC                           |
| 25519 Bartolomeo    | 1999 XS101 | 7 dez 1999  | Socorro             | LINEAR          | —         | MPC                           |
| 25520 Deronchang    | 1999 XV102 | 7 dez 1999  | Socorro             | LINEAR          | —         | MPC                           |
| 25521 Stevemorgan   | 1999 XH103 | 7 dez 1999  | Socorro             | LINEAR          | —         | MPC                           |
| 25522 Roisen        | 1999 XK103 | 7 dez 1999  | Socorro             | LINEAR          | —         | MPC                           |
| 25523               | 1999 XU104 | 10 dez 1999 | Oizumi              | T. Kobayashi    | —         | MPC                           |
| 25524               | 1999 XA106 | 11 dez 1999 | Oizumi              | T. Kobayashi    | —         | MPC                           |
| 25525               | 1999 XM113 | 11 dez 1999 | Socorro             | LINEAR          | Phocaea   | MPC                           |
| 25526               | 1999 XV115 | 5 dez 1999  | Catalina            | CSS             | —         | MPC                           |
| 25527               | 1999 XM117 | 5 dez 1999  | Catalina            | CSS             | —         | MPC                           |
| 25528               | 1999 XP126 | 7 dez 1999  | Catalina            | CSS             | —         | MPC                           |
| 25529               | 1999 XL127 | 11 dez 1999 | Fountain Hills      | C. W. Juels     | —         | MPC                           |
| 25530               | 1999 XQ127 | 6 dez 1999  | Višnjan Observatory | K. Korlević     | —         | MPC                           |
| 25531 Lessek        | 1999 XE133 | 12 dez 1999 | Socorro             | LINEAR          | —         | MPC                           |
| 25532               | 1999 XJ133 | 12 dez 1999 | Socorro             | LINEAR          | Phocaea   | MPC                           |
| 25533               | 1999 XC140 | 2 dez 1999  | Kitt Peak           | Spacewatch      | —         | MPC                           |
| 25534               | 1999 XK140 | 2 dez 1999  | Kitt Peak           | Spacewatch      | —         | MPC                           |
| 25535               | 1999 XF144 | 15 dez 1999 | Fountain Hills      | C. W. Juels     | —         | MPC                           |
| 25536               | 1999 XG144 | 15 dez 1999 | Fountain Hills      | C. W. Juels     | —         | MPC                           |
| 25537               | 1999 XK157 | 8 dez 1999  | Socorro             | LINEAR          | —         | MPC                           |
| 25538 Markcarlson   | 1999 XN158 | 8 dez 1999  | Socorro             | LINEAR          | —         | MPC                           |
| 25539 Roberthelm    | 1999 XA159 | 8 dez 1999  | Socorro             | LINEAR          | —         | MPC                           |
| 25540               | 1999 XQ159 | 8 dez 1999  | Socorro             | LINEAR          | —         | MPC                           |
| 25541 Greathouse    | 1999 XB160 | 8 dez 1999  | Socorro             | LINEAR          | —         | MPC                           |
| 25542 Garabedian    | 1999 XH160 | 8 dez 1999  | Socorro             | LINEAR          | —         | MPC                           |
| 25543 Fruen         | 1999 XR160 | 8 dez 1999  | Socorro             | LINEAR          | Brangane  | MPC                           |
| 25544 Renerogers    | 1999 XU161 | 13 dez 1999 | Socorro             | LINEAR          | —         | MPC                           |
| 25545               | 1999 XG164 | 8 dez 1999  | Socorro             | LINEAR          | Phocaea   | MPC                           |
| 25546               | 1999 XL164 | 8 dez 1999  | Socorro             | LINEAR          | —         | MPC                           |
| 25547               | 1999 XV164 | 8 dez 1999  | Socorro             | LINEAR          | —         | MPC                           |
| 25548               | 1999 XP165 | 8 dez 1999  | Socorro             | LINEAR          | —         | MPC                           |
| 25549 Jonsauer      | 1999 XZ167 | 10 dez 1999 | Socorro             | LINEAR          | —         | MPC                           |
| 25550               | 1999 XH168 | 10 dez 1999 | Socorro             | LINEAR          | —         | MPC                           |
| 25551 Drewhall      | 1999 XP168 | 10 dez 1999 | Socorro             | LINEAR          | —         | MPC                           |
| 25552 Gaster        | 1999 XS168 | 10 dez 1999 | Socorro             | LINEAR          | —         | MPC                           |
| 25553 Ivanlafer     | 1999 XC169 | 10 dez 1999 | Socorro             | LINEAR          | —         | MPC                           |
| 25554 Jayaranjan    | 1999 XG169 | 10 dez 1999 | Socorro             | LINEAR          | —         | MPC                           |
| 25555 Ratnavarma    | 1999 XJ169 | 10 dez 1999 | Socorro             | LINEAR          | —         | MPC                           |
| 25556               | 1999 XP169 | 10 dez 1999 | Socorro             | LINEAR          | —         | MPC                           |
| 25557               | 1999 XW171 | 10 dez 1999 | Socorro             | LINEAR          | Phocaea   | MPC                           |
| 25558               | 1999 XT172 | 10 dez 1999 | Socorro             | LINEAR          | —         | MPC                           |
| 25559               | 1999 XW172 | 10 dez 1999 | Socorro             | LINEAR          | —         | MPC                           |
| 25560 Chaihaoxi     | 1999 XD173 | 10 dez 1999 | Socorro             | LINEAR          | —         | MPC                           |
| 25561 Leehyunki     | 1999 XN173 | 10 dez 1999 | Socorro             | LINEAR          | —         | MPC                           |
| 25562 Limdarren     | 1999 XJ174 | 10 dez 1999 | Socorro             | LINEAR          | —         | MPC                           |
| 25563               | 1999 XR174 | 10 dez 1999 | Socorro             | LINEAR          | —         | MPC                           |
| 25564               | 1999 XC175 | 10 dez 1999 | Socorro             | LINEAR          | Brangane  | MPC                           |
| 25565 Lusiyang      | 1999 XM175 | 10 dez 1999 | Socorro             | LINEAR          | —         | MPC                           |
| 25566 Panying       | 1999 XM177 | 10 dez 1999 | Socorro             | LINEAR          | —         | MPC                           |
| 25567               | 1999 XJ178 | 10 dez 1999 | Socorro             | LINEAR          | —         | MPC                           |
| 25568               | 1999 XC179 | 10 dez 1999 | Socorro             | LINEAR          | —         | MPC                           |
| 25569               | 1999 XE192 | 12 dez 1999 | Socorro             | LINEAR          | —         | MPC                           |
| 25570 Kesun         | 1999 XT194 | 12 dez 1999 | Socorro             | LINEAR          | —         | MPC                           |
| 25571               | 1999 XP195 | 12 dez 1999 | Socorro             | LINEAR          | —         | MPC                           |
| 25572               | 1999 XJ197 | 12 dez 1999 | Socorro             | LINEAR          | —         | MPC                           |
| 25573 Wanghaoyu     | 1999 XT205 | 12 dez 1999 | Socorro             | LINEAR          | —         | MPC                           |
| 25574               | 1999 XZ205 | 12 dez 1999 | Socorro             | LINEAR          | —         | MPC                           |
| 25575               | 1999 XD206 | 12 dez 1999 | Socorro             | LINEAR          | —         | MPC                           |
| 25576               | 1999 XL213 | 14 dez 1999 | Socorro             | LINEAR          | —         | MPC                           |
| 25577 Wangmanqiang  | 1999 XN213 | 14 dez 1999 | Socorro             | LINEAR          | —         | MPC                           |
| 25578               | 1999 XB217 | 13 dez 1999 | Kitt Peak           | Spacewatch      | —         | MPC                           |
| 25579               | 1999 XO217 | 13 dez 1999 | Kitt Peak           | Spacewatch      | —         | MPC                           |
| 25580 Xuelai        | 1999 XU220 | 14 dez 1999 | Socorro             | LINEAR          | —         | MPC                           |
| 25581               | 1999 XD221 | 14 dez 1999 | Socorro             | LINEAR          | —         | MPC                           |
| 25582               | 1999 XG221 | 14 dez 1999 | Socorro             | LINEAR          | —         | MPC                           |
| 25583               | 1999 XJ221 | 14 dez 1999 | Socorro             | LINEAR          | Brangane  | MPC                           |
| 25584 Zhangnelson   | 1999 XO221 | 15 dez 1999 | Socorro             | LINEAR          | —         | MPC                           |
| 25585               | 1999 XK224 | 13 dez 1999 | Kitt Peak           | Spacewatch      | —         | MPC                           |
| 25586               | 1999 XY225 | 13 dez 1999 | Kitt Peak           | Spacewatch      | Brangane  | MPC                           |
| 25587               | 1999 XL227 | 15 dez 1999 | Kitt Peak           | Spacewatch      | —         | MPC                           |
| 25588               | 1999 XW230 | 7 dez 1999  | Catalina            | CSS             | —         | MPC                           |
| 25589               | 1999 XY231 | 9 dez 1999  | Catalina            | CSS             | —         | MPC                           |
| 25590               | 1999 XM238 | 3 dez 1999  | Socorro             | LINEAR          | —         | MPC                           |
| 25591               | 1999 XG252 | 9 dez 1999  | Kitt Peak           | Spacewatch      | —         | MPC                           |
| 25592               | 1999 YO1   | 19 dez 1999 | Moriyama            | Y. Ikari        | —         | MPC                           |
| 25593 Camillejordan | 1999 YA5   | 28 dez 1999 | Prescott            | P. G. Comba     | —         | MPC                           |
| 25594 Kessler       | 1999 YA9   | 29 dez 1999 | Farpoint            | G. Hug, G. Bell | Brangane  | MPC                           |
| 25595               | 1999 YD9   | 29 dez 1999 | Farpoint            | G. Hug, G. Bell | —         | MPC                           |
| 25596               | 1999 YO9   | 31 dez 1999 | Oizumi              | T. Kobayashi    | —         | MPC                           |
| 25597 Glendahill    | 1999 YS14  | 31 dez 1999 | Anderson Mesa       | LONEOS          | —         | MPC                           |
| 25598               | 1999 YK16  | 31 dez 1999 | Kitt Peak           | Spacewatch      | Brangane  | MPC                           |
| 25599               | 2000 AN    | 2 jan 2000  | Fountain Hills      | C. W. Juels     | —         | MPC                           |
| 25600               | 2000 AS1   | 2 jan 2000  | Višnjan Observatory | K. Korlević     | —         | MPC                           |

## 25601–25700
| Designação           | Designação | Descoberta | Descoberta          | Descobridor(es)         | Categoria | Mais informações / Referência |
| Permanente           | Provisória | Data       | Local               | Descobridor(es)         | Categoria | Mais informações / Referência |
| -------------------- | ---------- | ---------- | ------------------- | ----------------------- | --------- | ----------------------------- |
| 25601 Francopacini   | 2000 AX2   | 1 jan 2000 | San Marcello        | M. Tombelli, L. Tesi    | —         | MPC                           |
| 25602 Ucaronia       | 2000 AA3   | 2 jan 2000 | Pian dei Termini    | A. Boattini, A. Caronia | —         | MPC                           |
| 25603                | 2000 AR4   | 2 jan 2000 | Višnjan Observatory | K. Korlević             | —         | MPC                           |
| 25604 Karlin         | 2000 AM6   | 4 jan 2000 | Prescott            | P. G. Comba             | —         | MPC                           |
| 25605                | 2000 AP7   | 2 jan 2000 | Socorro             | LINEAR                  | —         | MPC                           |
| 25606 Chiangshenghao | 2000 AT7   | 2 jan 2000 | Socorro             | LINEAR                  | —         | MPC                           |
| 25607 Tsengiching    | 2000 AN10  | 3 jan 2000 | Socorro             | LINEAR                  | —         | MPC                           |
| 25608 Hincapie       | 2000 AY10  | 3 jan 2000 | Socorro             | LINEAR                  | —         | MPC                           |
| 25609 Bogantes       | 2000 AA12  | 3 jan 2000 | Socorro             | LINEAR                  | —         | MPC                           |
| 25610                | 2000 AC20  | 3 jan 2000 | Socorro             | LINEAR                  | —         | MPC                           |
| 25611 Mabellin       | 2000 AY20  | 3 jan 2000 | Socorro             | LINEAR                  | —         | MPC                           |
| 25612 Yaoskalucia    | 2000 AZ22  | 3 jan 2000 | Socorro             | LINEAR                  | —         | MPC                           |
| 25613 Bubenicek      | 2000 AL24  | 3 jan 2000 | Socorro             | LINEAR                  | —         | MPC                           |
| 25614 Jankral        | 2000 AE28  | 3 jan 2000 | Socorro             | LINEAR                  | —         | MPC                           |
| 25615 Votroubek      | 2000 AR31  | 3 jan 2000 | Socorro             | LINEAR                  | —         | MPC                           |
| 25616 Riinuots       | 2000 AJ32  | 3 jan 2000 | Socorro             | LINEAR                  | —         | MPC                           |
| 25617 Thomasnesch    | 2000 AN32  | 3 jan 2000 | Socorro             | LINEAR                  | —         | MPC                           |
| 25618                | 2000 AJ34  | 3 jan 2000 | Socorro             | LINEAR                  | —         | MPC                           |
| 25619 Martonspohn    | 2000 AQ34  | 3 jan 2000 | Socorro             | LINEAR                  | —         | MPC                           |
| 25620 Jayaprakash    | 2000 AL40  | 3 jan 2000 | Socorro             | LINEAR                  | —         | MPC                           |
| 25621                | 2000 AF41  | 3 jan 2000 | Socorro             | LINEAR                  | —         | MPC                           |
| 25622                | 2000 AN46  | 3 jan 2000 | Socorro             | LINEAR                  | —         | MPC                           |
| 25623                | 2000 AY47  | 4 jan 2000 | Socorro             | LINEAR                  | —         | MPC                           |
| 25624 Kronecker      | 2000 AK48  | 6 jan 2000 | Prescott            | P. G. Comba             | —         | MPC                           |
| 25625 Verdenet       | 2000 AN48  | 5 jan 2000 | Le Creusot          | J.-C. Merlin            | Chloris   | MPC                           |
| 25626                | 2000 AD50  | 5 jan 2000 | Višnjan Observatory | K. Korlević             | —         | MPC                           |
| 25627                | 2000 AU50  | 5 jan 2000 | Fountain Hills      | C. W. Juels             | —         | MPC                           |
| 25628 Kummer         | 2000 AZ50  | 7 jan 2000 | Prescott            | P. G. Comba             | —         | MPC                           |
| 25629 Mukherjee      | 2000 AH52  | 4 jan 2000 | Socorro             | LINEAR                  | —         | MPC                           |
| 25630 Sarkar         | 2000 AT53  | 4 jan 2000 | Socorro             | LINEAR                  | —         | MPC                           |
| 25631                | 2000 AJ55  | 4 jan 2000 | Socorro             | LINEAR                  | —         | MPC                           |
| 25632                | 2000 AO55  | 4 jan 2000 | Socorro             | LINEAR                  | —         | MPC                           |
| 25633                | 2000 AB56  | 4 jan 2000 | Socorro             | LINEAR                  | —         | MPC                           |
| 25634                | 2000 AZ59  | 4 jan 2000 | Socorro             | LINEAR                  | —         | MPC                           |
| 25635                | 2000 AW61  | 4 jan 2000 | Socorro             | LINEAR                  | —         | MPC                           |
| 25636 Vaishnav       | 2000 AS62  | 4 jan 2000 | Socorro             | LINEAR                  | —         | MPC                           |
| 25637                | 2000 AL63  | 4 jan 2000 | Socorro             | LINEAR                  | —         | MPC                           |
| 25638 Ahissar        | 2000 AB64  | 4 jan 2000 | Socorro             | LINEAR                  | —         | MPC                           |
| 25639 Fedina         | 2000 AV64  | 4 jan 2000 | Socorro             | LINEAR                  | —         | MPC                           |
| 25640 Klintefelt     | 2000 AA65  | 4 jan 2000 | Socorro             | LINEAR                  | —         | MPC                           |
| 25641                | 2000 AT65  | 4 jan 2000 | Socorro             | LINEAR                  | —         | MPC                           |
| 25642 Adiseshan      | 2000 AW65  | 4 jan 2000 | Socorro             | LINEAR                  | Maria     | MPC                           |
| 25643                | 2000 AK68  | 5 jan 2000 | Socorro             | LINEAR                  | —         | MPC                           |
| 25644                | 2000 AP70  | 5 jan 2000 | Socorro             | LINEAR                  | —         | MPC                           |
| 25645 Alexanderyan   | 2000 AZ73  | 5 jan 2000 | Socorro             | LINEAR                  | —         | MPC                           |
| 25646 Noniearora     | 2000 AL74  | 5 jan 2000 | Socorro             | LINEAR                  | —         | MPC                           |
| 25647                | 2000 AQ75  | 5 jan 2000 | Socorro             | LINEAR                  | —         | MPC                           |
| 25648 Baghel         | 2000 AJ77  | 5 jan 2000 | Socorro             | LINEAR                  | —         | MPC                           |
| 25649                | 2000 AC78  | 5 jan 2000 | Socorro             | LINEAR                  | Brangane  | MPC                           |
| 25650 Shaubakshi     | 2000 AX79  | 5 jan 2000 | Socorro             | LINEAR                  | —         | MPC                           |
| 25651                | 2000 AG81  | 5 jan 2000 | Socorro             | LINEAR                  | Ursula    | MPC                           |
| 25652 Maddieball     | 2000 AQ83  | 5 jan 2000 | Socorro             | LINEAR                  | —         | MPC                           |
| 25653 Baskaran       | 2000 AV84  | 5 jan 2000 | Socorro             | LINEAR                  | —         | MPC                           |
| 25654                | 2000 AX85  | 5 jan 2000 | Socorro             | LINEAR                  | —         | MPC                           |
| 25655 Baupeter       | 2000 AU86  | 5 jan 2000 | Socorro             | LINEAR                  | —         | MPC                           |
| 25656 Bejnood        | 2000 AF87  | 5 jan 2000 | Socorro             | LINEAR                  | —         | MPC                           |
| 25657 Berkowitz      | 2000 AM87  | 5 jan 2000 | Socorro             | LINEAR                  | —         | MPC                           |
| 25658 Bokor          | 2000 AE88  | 5 jan 2000 | Socorro             | LINEAR                  | —         | MPC                           |
| 25659 Liboynton      | 2000 AG88  | 5 jan 2000 | Socorro             | LINEAR                  | —         | MPC                           |
| 25660                | 2000 AO88  | 5 jan 2000 | Socorro             | LINEAR                  | —         | MPC                           |
| 25661                | 2000 AZ88  | 5 jan 2000 | Socorro             | LINEAR                  | Brangane  | MPC                           |
| 25662 Chonofsky      | 2000 AA89  | 5 jan 2000 | Socorro             | LINEAR                  | —         | MPC                           |
| 25663 Nickmycroft    | 2000 AD89  | 5 jan 2000 | Socorro             | LINEAR                  | —         | MPC                           |
| 25664                | 2000 AM89  | 5 jan 2000 | Socorro             | LINEAR                  | —         | MPC                           |
| 25665                | 2000 AO89  | 5 jan 2000 | Socorro             | LINEAR                  | —         | MPC                           |
| 25666                | 2000 AR89  | 5 jan 2000 | Socorro             | LINEAR                  | —         | MPC                           |
| 25667                | 2000 AK91  | 5 jan 2000 | Socorro             | LINEAR                  | —         | MPC                           |
| 25668                | 2000 AY94  | 4 jan 2000 | Socorro             | LINEAR                  | —         | MPC                           |
| 25669 Kristinrose    | 2000 AJ95  | 4 jan 2000 | Socorro             | LINEAR                  | —         | MPC                           |
| 25670 Densley        | 2000 AT95  | 4 jan 2000 | Socorro             | LINEAR                  | —         | MPC                           |
| 25671                | 2000 AW95  | 4 jan 2000 | Socorro             | LINEAR                  | —         | MPC                           |
| 25672                | 2000 AX95  | 4 jan 2000 | Socorro             | LINEAR                  | Brangane  | MPC                           |
| 25673 Di Mascio      | 2000 AJ99  | 5 jan 2000 | Socorro             | LINEAR                  | —         | MPC                           |
| 25674 Kevinellis     | 2000 AT99  | 5 jan 2000 | Socorro             | LINEAR                  | —         | MPC                           |
| 25675                | 2000 AX101 | 5 jan 2000 | Socorro             | LINEAR                  | —         | MPC                           |
| 25676 Jesseellison   | 2000 AG102 | 5 jan 2000 | Socorro             | LINEAR                  | —         | MPC                           |
| 25677 Aaronenten     | 2000 AK102 | 5 jan 2000 | Socorro             | LINEAR                  | —         | MPC                           |
| 25678 Ericfoss       | 2000 AU105 | 5 jan 2000 | Socorro             | LINEAR                  | —         | MPC                           |
| 25679 Andrewguo      | 2000 AX105 | 5 jan 2000 | Socorro             | LINEAR                  | —         | MPC                           |
| 25680 Walterhansen   | 2000 AP106 | 5 jan 2000 | Socorro             | LINEAR                  | —         | MPC                           |
| 25681                | 2000 AC107 | 5 jan 2000 | Socorro             | LINEAR                  | —         | MPC                           |
| 25682                | 2000 AF110 | 5 jan 2000 | Socorro             | LINEAR                  | —         | MPC                           |
| 25683 Haochenhong    | 2000 AA114 | 5 jan 2000 | Socorro             | LINEAR                  | —         | MPC                           |
| 25684                | 2000 AB114 | 5 jan 2000 | Socorro             | LINEAR                  | —         | MPC                           |
| 25685 Katlinhornig   | 2000 AK116 | 5 jan 2000 | Socorro             | LINEAR                  | —         | MPC                           |
| 25686 Stephoskins    | 2000 AF117 | 5 jan 2000 | Socorro             | LINEAR                  | —         | MPC                           |
| 25687                | 2000 AY117 | 5 jan 2000 | Socorro             | LINEAR                  | —         | MPC                           |
| 25688 Hritzo         | 2000 AV120 | 5 jan 2000 | Socorro             | LINEAR                  | —         | MPC                           |
| 25689 Duannihuang    | 2000 AL121 | 5 jan 2000 | Socorro             | LINEAR                  | —         | MPC                           |
| 25690 Iredale        | 2000 AP123 | 5 jan 2000 | Socorro             | LINEAR                  | —         | MPC                           |
| 25691                | 2000 AQ123 | 5 jan 2000 | Socorro             | LINEAR                  | —         | MPC                           |
| 25692                | 2000 AJ124 | 5 jan 2000 | Socorro             | LINEAR                  | —         | MPC                           |
| 25693 Ishitani       | 2000 AQ124 | 5 jan 2000 | Socorro             | LINEAR                  | —         | MPC                           |
| 25694                | 2000 AX124 | 5 jan 2000 | Socorro             | LINEAR                  | —         | MPC                           |
| 25695 Eileenjang     | 2000 AD125 | 5 jan 2000 | Socorro             | LINEAR                  | Brangane  | MPC                           |
| 25696 Kylejones      | 2000 AE125 | 5 jan 2000 | Socorro             | LINEAR                  | —         | MPC                           |
| 25697 Kadiyala       | 2000 AA126 | 5 jan 2000 | Socorro             | LINEAR                  | —         | MPC                           |
| 25698 Snehakannan    | 2000 AQ126 | 5 jan 2000 | Socorro             | LINEAR                  | —         | MPC                           |
| 25699                | 2000 AD127 | 5 jan 2000 | Socorro             | LINEAR                  | —         | MPC                           |
| 25700                | 2000 AA128 | 5 jan 2000 | Socorro             | LINEAR                  | Chimaera  | MPC                           |

## 25701–25800
| Designação             | Designação | Descoberta  | Descoberta          | Descobridor(es) | Categoria | Mais informações / Referência |
| Permanente             | Provisória | Data        | Local               | Descobridor(es) | Categoria | Mais informações / Referência |
| ---------------------- | ---------- | ----------- | ------------------- | --------------- | --------- | ----------------------------- |
| 25701 Alexkeeler       | 2000 AE128 | 5 jan 2000  | Socorro             | LINEAR          | Eos       | MPC                           |
| 25702                  | 2000 AF128 | 5 jan 2000  | Socorro             | LINEAR          | —         | MPC                           |
| 25703                  | 2000 AH128 | 5 jan 2000  | Socorro             | LINEAR          | —         | MPC                           |
| 25704 Kendrick         | 2000 AO128 | 5 jan 2000  | Socorro             | LINEAR          | —         | MPC                           |
| 25705                  | 2000 AU128 | 5 jan 2000  | Socorro             | LINEAR          | —         | MPC                           |
| 25706 Cekoscielski     | 2000 AU139 | 5 jan 2000  | Socorro             | LINEAR          | —         | MPC                           |
| 25707                  | 2000 AQ141 | 5 jan 2000  | Socorro             | LINEAR          | —         | MPC                           |
| 25708 Vedantkumar      | 2000 AU141 | 5 jan 2000  | Socorro             | LINEAR          | —         | MPC                           |
| 25709                  | 2000 AP142 | 5 jan 2000  | Socorro             | LINEAR          | Brangane  | MPC                           |
| 25710 Petelandgren     | 2000 AL151 | 8 jan 2000  | Socorro             | LINEAR          | —         | MPC                           |
| 25711 Lebovits         | 2000 AE152 | 8 jan 2000  | Socorro             | LINEAR          | —         | MPC                           |
| 25712                  | 2000 AQ158 | 3 jan 2000  | Socorro             | LINEAR          | —         | MPC                           |
| 25713                  | 2000 AM159 | 3 jan 2000  | Socorro             | LINEAR          | —         | MPC                           |
| 25714 Aprillee         | 2000 AW160 | 3 jan 2000  | Socorro             | LINEAR          | —         | MPC                           |
| 25715 Lizmariemako     | 2000 AY162 | 5 jan 2000  | Socorro             | LINEAR          | —         | MPC                           |
| 25716                  | 2000 AE164 | 5 jan 2000  | Socorro             | LINEAR          | —         | MPC                           |
| 25717 Ritikmal         | 2000 AW168 | 7 jan 2000  | Socorro             | LINEAR          | —         | MPC                           |
| 25718                  | 2000 AH170 | 7 jan 2000  | Socorro             | LINEAR          | —         | MPC                           |
| 25719                  | 2000 AV171 | 7 jan 2000  | Socorro             | LINEAR          | —         | MPC                           |
| 25720 Mallidi          | 2000 AO172 | 7 jan 2000  | Socorro             | LINEAR          | —         | MPC                           |
| 25721 Anartya          | 2000 AA174 | 7 jan 2000  | Socorro             | LINEAR          | —         | MPC                           |
| 25722 Evanmarshall     | 2000 AV174 | 7 jan 2000  | Socorro             | LINEAR          | —         | MPC                           |
| 25723 Shamascharak     | 2000 AX174 | 7 jan 2000  | Socorro             | LINEAR          | —         | MPC                           |
| 25724                  | 2000 AM179 | 7 jan 2000  | Socorro             | LINEAR          | Phocaea   | MPC                           |
| 25725 McCormick        | 2000 AW180 | 7 jan 2000  | Socorro             | LINEAR          | —         | MPC                           |
| 25726                  | 2000 AD181 | 7 jan 2000  | Socorro             | LINEAR          | —         | MPC                           |
| 25727 Karsonmiller     | 2000 AN182 | 7 jan 2000  | Socorro             | LINEAR          | —         | MPC                           |
| 25728                  | 2000 AU187 | 8 jan 2000  | Socorro             | LINEAR          | —         | MPC                           |
| 25729                  | 2000 AV187 | 8 jan 2000  | Socorro             | LINEAR          | —         | MPC                           |
| 25730                  | 2000 AY189 | 8 jan 2000  | Socorro             | LINEAR          | —         | MPC                           |
| 25731                  | 2000 AL193 | 8 jan 2000  | Socorro             | LINEAR          | —         | MPC                           |
| 25732                  | 2000 AZ193 | 8 jan 2000  | Socorro             | LINEAR          | —         | MPC                           |
| 25733                  | 2000 AG194 | 8 jan 2000  | Socorro             | LINEAR          | —         | MPC                           |
| 25734                  | 2000 AO195 | 8 jan 2000  | Socorro             | LINEAR          | Brangane  | MPC                           |
| 25735                  | 2000 AS195 | 8 jan 2000  | Socorro             | LINEAR          | —         | MPC                           |
| 25736                  | 2000 AP196 | 8 jan 2000  | Socorro             | LINEAR          | Brangane  | MPC                           |
| 25737                  | 2000 AK198 | 8 jan 2000  | Socorro             | LINEAR          | —         | MPC                           |
| 25738                  | 2000 AO198 | 8 jan 2000  | Socorro             | LINEAR          | —         | MPC                           |
| 25739                  | 2000 AJ202 | 10 jan 2000 | Socorro             | LINEAR          | —         | MPC                           |
| 25740                  | 2000 AR202 | 10 jan 2000 | Socorro             | LINEAR          | —         | MPC                           |
| 25741                  | 2000 AF222 | 8 jan 2000  | Kitt Peak           | Spacewatch      | —         | MPC                           |
| 25742 Amandablanco     | 2000 AV228 | 7 jan 2000  | Anderson Mesa       | LONEOS          | —         | MPC                           |
| 25743 Serrato          | 2000 AA229 | 7 jan 2000  | Anderson Mesa       | LONEOS          | —         | MPC                           |
| 25744 Surajmishra      | 2000 AW233 | 5 jan 2000  | Socorro             | LINEAR          | —         | MPC                           |
| 25745 Schimmelpenninck | 2000 AC242 | 7 jan 2000  | Anderson Mesa       | LONEOS          | —         | MPC                           |
| 25746 Nickscoville     | 2000 AF242 | 7 jan 2000  | Anderson Mesa       | LONEOS          | —         | MPC                           |
| 25747                  | 2000 AH242 | 7 jan 2000  | Anderson Mesa       | LONEOS          | Phocaea   | MPC                           |
| 25748                  | 2000 AP243 | 7 jan 2000  | Socorro             | LINEAR          | —         | MPC                           |
| 25749                  | 2000 BP3   | 27 jan 2000 | Oizumi              | T. Kobayashi    | —         | MPC                           |
| 25750 Miwnay           | 2000 BB4   | 28 jan 2000 | Rock Finder         | W. K. Y. Yeung  | —         | MPC                           |
| 25751 Mokshagundam     | 2000 BS6   | 25 jan 2000 | Socorro             | LINEAR          | —         | MPC                           |
| 25752                  | 2000 BE8   | 29 jan 2000 | Socorro             | LINEAR          | —         | MPC                           |
| 25753                  | 2000 BC14  | 28 jan 2000 | Uenohara            | N. Kawasato     | —         | MPC                           |
| 25754                  | 2000 BJ14  | 28 jan 2000 | Oizumi              | T. Kobayashi    | —         | MPC                           |
| 25755                  | 2000 BR14  | 28 jan 2000 | Oizumi              | T. Kobayashi    | Brangane  | MPC                           |
| 25756                  | 2000 BZ16  | 30 jan 2000 | Socorro             | LINEAR          | —         | MPC                           |
| 25757                  | 2000 BS20  | 26 jan 2000 | Kitt Peak           | Spacewatch      | —         | MPC                           |
| 25758                  | 2000 BZ29  | 30 jan 2000 | Socorro             | LINEAR          | —         | MPC                           |
| 25759                  | 2000 BH30  | 25 jan 2000 | Bergisch Gladbach   | W. Bickel       | —         | MPC                           |
| 25760 Annaspitz        | 2000 BF34  | 30 jan 2000 | Catalina            | CSS             | —         | MPC                           |
| 25761                  | 2000 BV45  | 28 jan 2000 | Kitt Peak           | Spacewatch      | —         | MPC                           |
| 25762                  | 2000 CO2   | 2 fev 2000  | Oizumi              | T. Kobayashi    | Brangane  | MPC                           |
| 25763 Naveenmurali     | 2000 CN4   | 2 fev 2000  | Socorro             | LINEAR          | —         | MPC                           |
| 25764 Divyanag         | 2000 CQ11  | 2 fev 2000  | Socorro             | LINEAR          | —         | MPC                           |
| 25765 Heatherlynne     | 2000 CS11  | 2 fev 2000  | Socorro             | LINEAR          | —         | MPC                           |
| 25766 Nosarzewski      | 2000 CX17  | 2 fev 2000  | Socorro             | LINEAR          | —         | MPC                           |
| 25767 Stevennoyce      | 2000 CG20  | 2 fev 2000  | Socorro             | LINEAR          | —         | MPC                           |
| 25768 Nussbaum         | 2000 CD24  | 2 fev 2000  | Socorro             | LINEAR          | —         | MPC                           |
| 25769 Munaoli          | 2000 CL24  | 2 fev 2000  | Socorro             | LINEAR          | —         | MPC                           |
| 25770                  | 2000 CV24  | 2 fev 2000  | Socorro             | LINEAR          | —         | MPC                           |
| 25771                  | 2000 CW25  | 2 fev 2000  | Socorro             | LINEAR          | —         | MPC                           |
| 25772 Ashpatra         | 2000 CB27  | 2 fev 2000  | Socorro             | LINEAR          | —         | MPC                           |
| 25773                  | 2000 CX27  | 2 fev 2000  | Socorro             | LINEAR          | —         | MPC                           |
| 25774                  | 2000 CA29  | 2 fev 2000  | Socorro             | LINEAR          | Brangane  | MPC                           |
| 25775 Danielpeng       | 2000 CF31  | 2 fev 2000  | Socorro             | LINEAR          | Eos       | MPC                           |
| 25776                  | 2000 CG32  | 2 fev 2000  | Socorro             | LINEAR          | —         | MPC                           |
| 25777                  | 2000 CE34  | 4 fev 2000  | Višnjan Observatory | K. Korlević     | Ursula    | MPC                           |
| 25778 Csere            | 2000 CQ34  | 4 fev 2000  | Ondřejov            | P. Kušnirák     | —         | MPC                           |
| 25779                  | 2000 CF35  | 2 fev 2000  | Socorro             | LINEAR          | —         | MPC                           |
| 25780                  | 2000 CS37  | 3 fev 2000  | Socorro             | LINEAR          | —         | MPC                           |
| 25781 Rajendra         | 2000 CF38  | 3 fev 2000  | Socorro             | LINEAR          | —         | MPC                           |
| 25782                  | 2000 CX38  | 3 fev 2000  | Socorro             | LINEAR          | Mitidika  | MPC                           |
| 25783 Brandontyler     | 2000 CM39  | 4 fev 2000  | Socorro             | LINEAR          | —         | MPC                           |
| 25784                  | 2000 CU42  | 2 fev 2000  | Socorro             | LINEAR          | —         | MPC                           |
| 25785                  | 2000 CY45  | 2 fev 2000  | Socorro             | LINEAR          | —         | MPC                           |
| 25786                  | 2000 CN46  | 2 fev 2000  | Socorro             | LINEAR          | —         | MPC                           |
| 25787                  | 2000 CF49  | 2 fev 2000  | Socorro             | LINEAR          | —         | MPC                           |
| 25788                  | 2000 CE51  | 2 fev 2000  | Socorro             | LINEAR          | —         | MPC                           |
| 25789                  | 2000 CK53  | 2 fev 2000  | Socorro             | LINEAR          | —         | MPC                           |
| 25790                  | 2000 CW57  | 5 fev 2000  | Socorro             | LINEAR          | —         | MPC                           |
| 25791                  | 2000 CM61  | 2 fev 2000  | Socorro             | LINEAR          | —         | MPC                           |
| 25792                  | 2000 CZ62  | 2 fev 2000  | Socorro             | LINEAR          | —         | MPC                           |
| 25793 Chrisanchez      | 2000 CS65  | 4 fev 2000  | Socorro             | LINEAR          | —         | MPC                           |
| 25794                  | 2000 CF71  | 7 fev 2000  | Socorro             | LINEAR          | —         | MPC                           |
| 25795                  | 2000 CS79  | 8 fev 2000  | Kitt Peak           | Spacewatch      | —         | MPC                           |
| 25796                  | 2000 CT81  | 4 fev 2000  | Socorro             | LINEAR          | —         | MPC                           |
| 25797                  | 2000 CG82  | 4 fev 2000  | Socorro             | LINEAR          | —         | MPC                           |
| 25798 Reneeschaaf      | 2000 CU82  | 4 fev 2000  | Socorro             | LINEAR          | —         | MPC                           |
| 25799 Anmaschlegel     | 2000 CC83  | 4 fev 2000  | Socorro             | LINEAR          | —         | MPC                           |
| 25800 Glukhovsky       | 2000 CG83  | 4 fev 2000  | Socorro             | LINEAR          | Pallas    | MPC                           |

## 25801–25900
| Designação           | Designação | Descoberta  | Descoberta      | Descobridor(es) | Categoria | Mais informações / Referência |
| Permanente           | Provisória | Data        | Local           | Descobridor(es) | Categoria | Mais informações / Referência |
| -------------------- | ---------- | ----------- | --------------- | --------------- | --------- | ----------------------------- |
| 25801 Oliviaschwob   | 2000 CR84  | 4 fev 2000  | Socorro         | LINEAR          | —         | MPC                           |
| 25802                | 2000 CA85  | 4 fev 2000  | Socorro         | LINEAR          | —         | MPC                           |
| 25803                | 2000 CW87  | 4 fev 2000  | Socorro         | LINEAR          | Ursula    | MPC                           |
| 25804                | 2000 CC89  | 4 fev 2000  | Socorro         | LINEAR          | —         | MPC                           |
| 25805                | 2000 CV91  | 6 fev 2000  | Socorro         | LINEAR          | —         | MPC                           |
| 25806                | 2000 CF93  | 6 fev 2000  | Socorro         | LINEAR          | —         | MPC                           |
| 25807 Baharshah      | 2000 CU93  | 8 fev 2000  | Socorro         | LINEAR          | —         | MPC                           |
| 25808                | 2000 CK103 | 7 fev 2000  | Socorro         | LINEAR          | —         | MPC                           |
| 25809                | 2000 CU125 | 3 fev 2000  | Socorro         | LINEAR          | —         | MPC                           |
| 25810                | 2000 CO127 | 2 fev 2000  | Kitt Peak       | Spacewatch      | —         | MPC                           |
| 25811 Richardteo     | 2000 DE1   | 26 fev 2000 | Rock Finder     | W. K. Y. Yeung  | —         | MPC                           |
| 25812                | 2000 DE4   | 28 fev 2000 | Socorro         | LINEAR          | Brangane  | MPC                           |
| 25813 Savannahshaw   | 2000 DW18  | 29 fev 2000 | Socorro         | LINEAR          | —         | MPC                           |
| 25814 Preesinghal    | 2000 DF24  | 29 fev 2000 | Socorro         | LINEAR          | —         | MPC                           |
| 25815 Scottskirlo    | 2000 DM26  | 29 fev 2000 | Socorro         | LINEAR          | —         | MPC                           |
| 25816                | 2000 DK29  | 29 fev 2000 | Socorro         | LINEAR          | —         | MPC                           |
| 25817 Tahilramani    | 2000 DQ31  | 29 fev 2000 | Socorro         | LINEAR          | —         | MPC                           |
| 25818                | 2000 DH32  | 29 fev 2000 | Socorro         | LINEAR          | —         | MPC                           |
| 25819 Tripathi       | 2000 DW32  | 29 fev 2000 | Socorro         | LINEAR          | —         | MPC                           |
| 25820                | 2000 DB56  | 29 fev 2000 | Socorro         | LINEAR          | —         | MPC                           |
| 25821                | 2000 DY59  | 29 fev 2000 | Socorro         | LINEAR          | —         | MPC                           |
| 25822 Carolinejune   | 2000 DH72  | 29 fev 2000 | Socorro         | LINEAR          | —         | MPC                           |
| 25823 Dentrujillo    | 2000 DV73  | 29 fev 2000 | Socorro         | LINEAR          | —         | MPC                           |
| 25824 Viviantsang    | 2000 DU75  | 29 fev 2000 | Socorro         | LINEAR          | —         | MPC                           |
| 25825                | 2000 DH88  | 29 fev 2000 | Socorro         | LINEAR          | —         | MPC                           |
| 25826                | 2000 DX93  | 28 fev 2000 | Socorro         | LINEAR          | Ursula    | MPC                           |
| 25827                | 2000 DZ93  | 28 fev 2000 | Socorro         | LINEAR          | —         | MPC                           |
| 25828                | 2000 DM102 | 29 fev 2000 | Socorro         | LINEAR          | —         | MPC                           |
| 25829                | 2000 DU108 | 29 fev 2000 | Socorro         | LINEAR          | Ursula    | MPC                           |
| 25830                | 2000 DN110 | 26 fev 2000 | Uccle           | T. Pauwels      | Phocaea   | MPC                           |
| 25831                | 2000 DH111 | 29 fev 2000 | Socorro         | LINEAR          | —         | MPC                           |
| 25832 Van Scoyoc     | 2000 EN9   | 3 mar 2000  | Socorro         | LINEAR          | —         | MPC                           |
| 25833                | 2000 ED15  | 5 mar 2000  | Reedy Creek     | J. Broughton    | —         | MPC                           |
| 25834 Vechinski      | 2000 EN19  | 5 mar 2000  | Socorro         | LINEAR          | —         | MPC                           |
| 25835 Tomzega        | 2000 EO20  | 3 mar 2000  | Catalina        | CSS             | —         | MPC                           |
| 25836 Harishvemuri   | 2000 ER29  | 5 mar 2000  | Socorro         | LINEAR          | —         | MPC                           |
| 25837                | 2000 EG30  | 5 mar 2000  | Socorro         | LINEAR          | —         | MPC                           |
| 25838                | 2000 EV30  | 5 mar 2000  | Socorro         | LINEAR          | —         | MPC                           |
| 25839                | 2000 ES50  | 11 mar 2000 | Tebbutt         | F. B. Zoltowski | —         | MPC                           |
| 25840                | 2000 ER57  | 8 mar 2000  | Socorro         | LINEAR          | —         | MPC                           |
| 25841                | 2000 EA76  | 5 mar 2000  | Socorro         | LINEAR          | Brangane  | MPC                           |
| 25842                | 2000 EQ78  | 5 mar 2000  | Socorro         | LINEAR          | —         | MPC                           |
| 25843                | 2000 EQ84  | 8 mar 2000  | Socorro         | LINEAR          | —         | MPC                           |
| 25844                | 2000 EN85  | 8 mar 2000  | Socorro         | LINEAR          | Brangane  | MPC                           |
| 25845                | 2000 EO86  | 8 mar 2000  | Socorro         | LINEAR          | —         | MPC                           |
| 25846                | 2000 EF93  | 9 mar 2000  | Socorro         | LINEAR          | —         | MPC                           |
| 25847                | 2000 EV97  | 12 mar 2000 | Socorro         | LINEAR          | —         | MPC                           |
| 25848                | 2000 EL104 | 14 mar 2000 | Reedy Creek     | J. Broughton    | —         | MPC                           |
| 25849                | 2000 ET107 | 8 mar 2000  | Socorro         | LINEAR          | —         | MPC                           |
| 25850                | 2000 EG108 | 8 mar 2000  | Socorro         | LINEAR          | —         | MPC                           |
| 25851                | 2000 EE120 | 11 mar 2000 | Anderson Mesa   | LONEOS          | —         | MPC                           |
| 25852                | 2000 EW147 | 4 mar 2000  | Socorro         | LINEAR          | —         | MPC                           |
| 25853                | 2000 ES151 | 6 mar 2000  | Haleakalā       | NEAT            | —         | MPC                           |
| 25854                | 2000 EP166 | 4 mar 2000  | Socorro         | LINEAR          | —         | MPC                           |
| 25855                | 2000 EA168 | 4 mar 2000  | Socorro         | LINEAR          | —         | MPC                           |
| 25856                | 2000 EZ170 | 5 mar 2000  | Socorro         | LINEAR          | —         | MPC                           |
| 25857                | 2000 EM184 | 5 mar 2000  | Socorro         | LINEAR          | —         | MPC                           |
| 25858 Donherbert     | 2000 EO204 | 10 mar 2000 | Catalina        | CSS             | —         | MPC                           |
| 25859                | 2000 FW3   | 28 mar 2000 | Socorro         | LINEAR          | —         | MPC                           |
| 25860                | 2000 FY11  | 28 mar 2000 | Socorro         | LINEAR          | Brangane  | MPC                           |
| 25861                | 2000 FS15  | 28 mar 2000 | Socorro         | LINEAR          | —         | MPC                           |
| 25862                | 2000 FC16  | 28 mar 2000 | Socorro         | LINEAR          | —         | MPC                           |
| 25863                | 2000 FV47  | 29 mar 2000 | Socorro         | LINEAR          | —         | MPC                           |
| 25864 Banič          | 2000 GR82  | 8 abr 2000  | Ondřejov        | P. Kušnirák     | —         | MPC                           |
| 25865                | 2000 GX82  | 2 abr 2000  | Socorro         | LINEAR          | Phocaea   | MPC                           |
| 25866                | 2000 GA100 | 7 abr 2000  | Socorro         | LINEAR          | —         | MPC                           |
| 25867 DeMuth         | 2000 HK66  | 26 abr 2000 | Anderson Mesa   | LONEOS          | —         | MPC                           |
| 25868                | 2000 JT6   | 4 mai 2000  | Socorro         | LINEAR          | —         | MPC                           |
| 25869 Jacoby         | 2000 JP70  | 1 mai 2000  | Anderson Mesa   | LONEOS          | Juno      | MPC                           |
| 25870 Panchovigil    | 2000 KB14  | 28 mai 2000 | Socorro         | LINEAR          | —         | MPC                           |
| 25871                | 2000 LZ26  | 11 jun 2000 | Valinhos        | P. R. Holvorcem | Phocaea   | MPC                           |
| 25872                | 2000 MV1   | 25 jun 2000 | Socorro         | LINEAR          | —         | MPC                           |
| 25873                | 2000 MK6   | 25 jun 2000 | Socorro         | LINEAR          | —         | MPC                           |
| 25874                | 2000 OS39  | 30 jul 2000 | Socorro         | LINEAR          | —         | MPC                           |
| 25875 Wickramasekara | 2000 OT52  | 31 jul 2000 | Socorro         | LINEAR          | —         | MPC                           |
| 25876                | 2000 PP16  | 1 ago 2000  | Socorro         | LINEAR          | —         | MPC                           |
| 25877 Katherinexue   | 2000 QN41  | 24 ago 2000 | Socorro         | LINEAR          | —         | MPC                           |
| 25878 Sihengyou      | 2000 QW77  | 24 ago 2000 | Socorro         | LINEAR          | —         | MPC                           |
| 25879                | 2000 QA105 | 28 ago 2000 | Socorro         | LINEAR          | Brangane  | MPC                           |
| 25880                | 2000 QG196 | 28 ago 2000 | Socorro         | LINEAR          | —         | MPC                           |
| 25881                | 2000 RH41  | 3 set 2000  | Socorro         | LINEAR          | —         | MPC                           |
| 25882                | 2000 RY47  | 3 set 2000  | Socorro         | LINEAR          | —         | MPC                           |
| 25883                | 2000 RD88  | 2 set 2000  | Haleakalā       | NEAT            | —         | MPC                           |
| 25884 Asai           | 2000 SQ4   | 20 set 2000 | Bisei SG Center | BATTeRS         | Juno      | MPC                           |
| 25885 Wiesinger      | 2000 SD144 | 24 set 2000 | Socorro         | LINEAR          | —         | MPC                           |
| 25886                | 2000 SY181 | 19 set 2000 | Haleakalā       | NEAT            | —         | MPC                           |
| 25887                | 2000 SU308 | 30 set 2000 | Socorro         | LINEAR          | Hector    | MPC                           |
| 25888                | 2000 UW109 | 31 out 2000 | Socorro         | LINEAR          | —         | MPC                           |
| 25889                | 2000 VK29  | 1 nov 2000  | Socorro         | LINEAR          | Phocaea   | MPC                           |
| 25890 Louisburg      | 2000 VG38  | 3 nov 2000  | Olathe          | L. Robinson     | —         | MPC                           |
| 25891                | 2000 WK9   | 20 nov 2000 | Fountain Hills  | C. W. Juels     | —         | MPC                           |
| 25892 Funabashi      | 2000 WP9   | 22 nov 2000 | Bisei SG Center | BATTeRS         | Juno      | MPC                           |
| 25893 Sugihara       | 2000 WR9   | 19 nov 2000 | Desert Beaver   | W. K. Y. Yeung  | —         | MPC                           |
| 25894                | 2000 WV125 | 30 nov 2000 | Socorro         | LINEAR          | Brangane  | MPC                           |
| 25895                | 2000 XN9   | 1 dez 2000  | Socorro         | LINEAR          | Vesta     | MPC                           |
| 25896                | 2000 XW14  | 4 dez 2000  | Socorro         | LINEAR          | —         | MPC                           |
| 25897                | 2000 XZ32  | 4 dez 2000  | Socorro         | LINEAR          | Phocaea   | MPC                           |
| 25898 Alpoge         | 2000 YJ41  | 30 dez 2000 | Socorro         | LINEAR          | —         | MPC                           |
| 25899 Namratanand    | 2000 YE61  | 30 dez 2000 | Socorro         | LINEAR          | —         | MPC                           |
| 25900                | 2000 YH98  | 30 dez 2000 | Socorro         | LINEAR          | —         | MPC                           |

## 25901–26000
| Designação           | Designação | Descoberta  | Descoberta          | Descobridor(es) | Categoria | Mais informações / Referência |
| Permanente           | Provisória | Data        | Local               | Descobridor(es) | Categoria | Mais informações / Referência |
| -------------------- | ---------- | ----------- | ------------------- | --------------- | --------- | ----------------------------- |
| 25901 Ericbrooks     | 2000 YX99  | 30 dez 2000 | Socorro             | LINEAR          | Mitidika  | MPC                           |
| 25902                | 2000 YZ105 | 28 dez 2000 | Socorro             | LINEAR          | —         | MPC                           |
| 25903 Yuvalcalev     | 2000 YC116 | 30 dez 2000 | Socorro             | LINEAR          | —         | MPC                           |
| 25904                | 2000 YQ123 | 28 dez 2000 | Socorro             | LINEAR          | —         | MPC                           |
| 25905 Clerico        | 2000 YO134 | 31 dez 2000 | Anderson Mesa       | LONEOS          | —         | MPC                           |
| 25906 Morrell        | 2000 YV139 | 27 dez 2000 | Anderson Mesa       | LONEOS          | —         | MPC                           |
| 25907 Capodilupo     | 2001 AR20  | 3 jan 2001  | Socorro             | LINEAR          | —         | MPC                           |
| 25908                | 2001 BJ    | 17 jan 2001 | Oizumi              | T. Kobayashi    | —         | MPC                           |
| 25909                | 2001 BU49  | 21 jan 2001 | Socorro             | LINEAR          | —         | MPC                           |
| 25910                | 2001 BM50  | 25 jan 2001 | Socorro             | LINEAR          | Vesta     | MPC                           |
| 25911                | 2001 BC76  | 26 jan 2001 | Socorro             | LINEAR          | Vesta     | MPC                           |
| 25912 Recawkwell     | 2001 CP9   | 1 fev 2001  | Socorro             | LINEAR          | —         | MPC                           |
| 25913 Jamesgreen     | 2001 CB29  | 2 fev 2001  | Anderson Mesa       | LONEOS          | —         | MPC                           |
| 25914 Bair           | 2001 CC30  | 2 fev 2001  | Anderson Mesa       | LONEOS          | —         | MPC                           |
| 25915 Charlesmcguire | 2001 CF30  | 2 fev 2001  | Anderson Mesa       | LONEOS          | —         | MPC                           |
| 25916                | 2001 CP44  | 15 fev 2001 | Socorro             | LINEAR          | —         | MPC                           |
| 25917                | 2001 DT6   | 17 fev 2001 | Višnjan Observatory | K. Korlević     | —         | MPC                           |
| 25918                | 2001 DT13  | 19 fev 2001 | Oizumi              | T. Kobayashi    | —         | MPC                           |
| 25919 Comuniello     | 2001 DV15  | 16 fev 2001 | Socorro             | LINEAR          | Brangane  | MPC                           |
| 25920 Templeanne     | 2001 DT18  | 16 fev 2001 | Socorro             | LINEAR          | —         | MPC                           |
| 25921                | 2001 DS21  | 16 fev 2001 | Socorro             | LINEAR          | Eunomia   | MPC                           |
| 25922                | 2001 DY21  | 16 fev 2001 | Socorro             | LINEAR          | Brangane  | MPC                           |
| 25923                | 2001 DS29  | 17 fev 2001 | Socorro             | LINEAR          | —         | MPC                           |
| 25924 Douglasadams   | 2001 DA42  | 19 fev 2001 | Socorro             | LINEAR          | —         | MPC                           |
| 25925 Jamesfenska    | 2001 DW48  | 16 fev 2001 | Socorro             | LINEAR          | —         | MPC                           |
| 25926                | 2001 DY48  | 16 fev 2001 | Socorro             | LINEAR          | Phocaea   | MPC                           |
| 25927 Jagandelman    | 2001 DE51  | 16 fev 2001 | Socorro             | LINEAR          | —         | MPC                           |
| 25928                | 2001 DJ52  | 17 fev 2001 | Socorro             | LINEAR          | —         | MPC                           |
| 25929                | 2001 DY52  | 17 fev 2001 | Socorro             | LINEAR          | —         | MPC                           |
| 25930 Spielberg      | 2001 DJ54  | 21 fev 2001 | Desert Beaver       | W. K. Y. Yeung  | —         | MPC                           |
| 25931 Peterhu        | 2001 DJ70  | 19 fev 2001 | Socorro             | LINEAR          | —         | MPC                           |
| 25932                | 2001 DB72  | 19 fev 2001 | Socorro             | LINEAR          | —         | MPC                           |
| 25933 Ruoyijiang     | 2001 DM73  | 19 fev 2001 | Socorro             | LINEAR          | —         | MPC                           |
| 25934                | 2001 DC74  | 19 fev 2001 | Socorro             | LINEAR          | —         | MPC                           |
| 25935                | 2001 DG74  | 19 fev 2001 | Socorro             | LINEAR          | Phocaea   | MPC                           |
| 25936                | 2001 DZ79  | 20 fev 2001 | Haleakalā           | NEAT            | —         | MPC                           |
| 25937                | 2001 DY92  | 19 fev 2001 | Anderson Mesa       | LONEOS          | Vesta     | MPC                           |
| 25938                | 2001 DC102 | 16 fev 2001 | Socorro             | LINEAR          | Vesta     | MPC                           |
| 25939                | 2001 EQ    | 3 mar 2001  | Reedy Creek         | J. Broughton    | —         | MPC                           |
| 25940 Mikeschottland | 2001 ET5   | 2 mar 2001  | Anderson Mesa       | LONEOS          | —         | MPC                           |
| 25941                | 2001 EB9   | 2 mar 2001  | Anderson Mesa       | LONEOS          | —         | MPC                           |
| 25942 Walborn        | 2001 EH9   | 2 mar 2001  | Anderson Mesa       | LONEOS          | —         | MPC                           |
| 25943                | 2001 EL10  | 2 mar 2001  | Anderson Mesa       | LONEOS          | —         | MPC                           |
| 25944                | 2001 EP10  | 2 mar 2001  | Anderson Mesa       | LONEOS          | —         | MPC                           |
| 25945 Moreadalleore  | 2001 EQ10  | 2 mar 2001  | Anderson Mesa       | LONEOS          | —         | MPC                           |
| 25946                | 2001 EH12  | 3 mar 2001  | Socorro             | LINEAR          | —         | MPC                           |
| 25947                | 2001 EQ14  | 15 mar 2001 | Socorro             | LINEAR          | Phocaea   | MPC                           |
| 25948                | 2001 EW15  | 15 mar 2001 | Oizumi              | T. Kobayashi    | —         | MPC                           |
| 25949                | 2001 EH16  | 15 mar 2001 | Haleakalā           | NEAT            | —         | MPC                           |
| 25950                | 2001 EU16  | 15 mar 2001 | Haleakala           | NEAT            | Eos       | MPC                           |
| 25951 Pamross        | 2001 EZ21  | 15 mar 2001 | Anderson Mesa       | LONEOS          | —         | MPC                           |
| 25952                | 2001 FE2   | 17 mar 2001 | Socorro             | LINEAR          | —         | MPC                           |
| 25953 Lanairlett     | 2001 FM5   | 18 mar 2001 | Socorro             | LINEAR          | —         | MPC                           |
| 25954 Trantow        | 2001 FM13  | 19 mar 2001 | Anderson Mesa       | LONEOS          | —         | MPC                           |
| 25955 Radway         | 2001 FX14  | 19 mar 2001 | Anderson Mesa       | LONEOS          | —         | MPC                           |
| 25956                | 2001 FE16  | 19 mar 2001 | Anderson Mesa       | LONEOS          | —         | MPC                           |
| 25957                | 2001 FO16  | 19 mar 2001 | Anderson Mesa       | LONEOS          | —         | MPC                           |
| 25958 Battams        | 2001 FF18  | 19 mar 2001 | Anderson Mesa       | LONEOS          | —         | MPC                           |
| 25959                | 2001 FZ18  | 19 mar 2001 | Anderson Mesa       | LONEOS          | —         | MPC                           |
| 25960 Timheckman     | 2001 FQ20  | 19 mar 2001 | Anderson Mesa       | LONEOS          | —         | MPC                           |
| 25961                | 2001 FL22  | 21 mar 2001 | Anderson Mesa       | LONEOS          | —         | MPC                           |
| 25962 Yifanli        | 2001 FF26  | 18 mar 2001 | Socorro             | LINEAR          | —         | MPC                           |
| 25963 Elisalin       | 2001 FP26  | 18 mar 2001 | Socorro             | LINEAR          | —         | MPC                           |
| 25964 Liudavid       | 2001 FY26  | 18 mar 2001 | Socorro             | LINEAR          | —         | MPC                           |
| 25965 Masihdas       | 2001 FB27  | 18 mar 2001 | Socorro             | LINEAR          | —         | MPC                           |
| 25966 Akhilmathew    | 2001 FP28  | 19 mar 2001 | Socorro             | LINEAR          | —         | MPC                           |
| 25967                | 2001 FF29  | 19 mar 2001 | Socorro             | LINEAR          | Phocaea   | MPC                           |
| 25968                | 2001 FZ30  | 21 mar 2001 | Haleakalā           | NEAT            | —         | MPC                           |
| 25969                | 2001 FM33  | 18 mar 2001 | Socorro             | LINEAR          | —         | MPC                           |
| 25970 Nelakanti      | 2001 FD35  | 18 mar 2001 | Socorro             | LINEAR          | —         | MPC                           |
| 25971                | 2001 FP35  | 18 mar 2001 | Socorro             | LINEAR          | —         | MPC                           |
| 25972 Pfefferjosh    | 2001 FV35  | 18 mar 2001 | Socorro             | LINEAR          | —         | MPC                           |
| 25973 Puranik        | 2001 FP38  | 18 mar 2001 | Socorro             | LINEAR          | —         | MPC                           |
| 25974                | 2001 FF43  | 18 mar 2001 | Socorro             | LINEAR          | —         | MPC                           |
| 25975                | 2001 FG43  | 18 mar 2001 | Socorro             | LINEAR          | Brangane  | MPC                           |
| 25976                | 2001 FE44  | 18 mar 2001 | Socorro             | LINEAR          | —         | MPC                           |
| 25977                | 2001 FG46  | 18 mar 2001 | Socorro             | LINEAR          | —         | MPC                           |
| 25978 Katerudolph    | 2001 FS48  | 18 mar 2001 | Socorro             | LINEAR          | —         | MPC                           |
| 25979 Alansage       | 2001 FC49  | 18 mar 2001 | Socorro             | LINEAR          | —         | MPC                           |
| 25980                | 2001 FK53  | 18 mar 2001 | Socorro             | LINEAR          | —         | MPC                           |
| 25981 Shahmirian     | 2001 FT53  | 18 mar 2001 | Socorro             | LINEAR          | —         | MPC                           |
| 25982                | 2001 FQ57  | 19 mar 2001 | Socorro             | LINEAR          | —         | MPC                           |
| 25983                | 2001 FR57  | 19 mar 2001 | Socorro             | LINEAR          | —         | MPC                           |
| 25984                | 2001 FG60  | 19 mar 2001 | Socorro             | LINEAR          | —         | MPC                           |
| 25985                | 2001 FZ63  | 19 mar 2001 | Socorro             | LINEAR          | —         | MPC                           |
| 25986 Sunanda        | 2001 FW65  | 19 mar 2001 | Socorro             | LINEAR          | —         | MPC                           |
| 25987 Katherynshi    | 2001 FJ66  | 19 mar 2001 | Socorro             | LINEAR          | —         | MPC                           |
| 25988 Janesuh        | 2001 FA67  | 19 mar 2001 | Socorro             | LINEAR          | —         | MPC                           |
| 25989                | 2001 FB67  | 19 mar 2001 | Socorro             | LINEAR          | —         | MPC                           |
| 25990                | 2001 FJ70  | 19 mar 2001 | Socorro             | LINEAR          | —         | MPC                           |
| 25991                | 2001 FN78  | 19 mar 2001 | Socorro             | LINEAR          | —         | MPC                           |
| 25992 Benjamensun    | 2001 FT78  | 19 mar 2001 | Socorro             | LINEAR          | —         | MPC                           |
| 25993 Kevinxu        | 2001 FJ80  | 21 mar 2001 | Socorro             | LINEAR          | —         | MPC                           |
| 25994 Lynnelleye     | 2001 FK80  | 21 mar 2001 | Socorro             | LINEAR          | —         | MPC                           |
| 25995                | 2001 FA83  | 24 mar 2001 | Socorro             | LINEAR          | —         | MPC                           |
| 25996                | 2001 FN84  | 26 mar 2001 | Kitt Peak           | Spacewatch      | —         | MPC                           |
| 25997                | 2001 FP90  | 26 mar 2001 | Socorro             | LINEAR          | —         | MPC                           |
| 25998                | 2001 FW91  | 16 mar 2001 | Socorro             | LINEAR          | Phocaea   | MPC                           |
| 25999                | 2001 FN94  | 16 mar 2001 | Socorro             | LINEAR          | Brangane  | MPC                           |
| 26000                | 2001 FH98  | 16 mar 2001 | Socorro             | LINEAR          | Phocaea   | MPC                           |